# Batalla de Jerusalén (1917)
La batalla de Jerusalén (denominada por los británicos Operaciones de Jerusalén) constituye un conjunto de enfrentamientos entre el Imperio británico y el Imperio otomano, durante la campaña homónina. La lucha se desarrolló entre el 17 de noviembre y el 30 de diciembre de 1917, día en el cual la ciudad, rendida el 11 de diciembre, se aseguró. Jerusalén era el objetivo final de la ofensiva del sur de Palestina, parte de la campaña del Sinaí, durante la Primera Guerra Mundial. En las operaciones, los británicos obtuvieron la victoria en dos enfrentamientos en los montes de Judea, al norte y al este de la línea Hebrón–Junction Station: la batalla de Nebi Samwill (17-24 de noviembre) y la defensa de Jerusalén (26-30 de diciembre). Asimismo, también ocurrió el exitoso segundo intento de avance a través del Nahr el Auja (21-22 de diciembre), como en la batalla de Jaffa, aunque esa ciudad ya había sido ocupada como consecuencia de la batalla de Mughar Ridge (16 de noviembre).
Esta serie de enfrentamientos se sucedieron entre las fuerzas británicas del XX Cuerpo, el XXI Cuerpo y el Cuerpo Montado del Desierto; en contra del Grupo de Ejércitos Yildirim, constituido por el Séptimo (en los montes de Judea) y Octavo Ejército (al norte de Jaffa); a lo largo de la costa mediterránea. La derrota otomana en Jaffa y Jerusalén, así como la pérdida de 50 millas (80 kilómetros) de territorio durante el avance de la Fuerza Expedicionaria Egipcia hacia Gaza, con la ocupación de Beerseba, Gaza, Hareira y Sheria, Tel el Khuweilfe y la batalla de Mughar Ridge, constituían una grave revés para el Imperio otomano.
Como resultado de estas victorias, las fuerzas del Imperio británico capturaron Jerusalén y establecieron una nueva línea estratégica fortificada. Esta línea iba desde el norte de Jaffa (en la llanura costera), a través de los montes de Judea hacia Bireh (al norte de Jerusalén), y seguía hacia el este del monte de los Olivos. Con la captura de la carretera de Beerseba–Jerusalén (a través de Hebrón y Belén), además de territorio otomano sustancial al sur de Jerusalén, el dominio de la ciudad quedó asegurado. El 11 de diciembre, el general Edmund Allenby entró humildemente en la Ciudad Vieja a través de la puerta de Jaffa a pie, en lugar de a caballo o en vehículos, como una forma de mostrar respeto a la ciudad santa. Así, Allenby fue el primer cristiano en varios siglos en obtener el control de Jerusalén, sitio muy importante para las tres grandes religiones monoteístas (cristianismo, judaísmo e islam). El primer ministro del Reino Unido, David Lloyd George, describió la captura como «un regalo de Navidad para el pueblo británico». La batalla fue una gran inyección de moral para el Imperio británico.

## Antecedentes

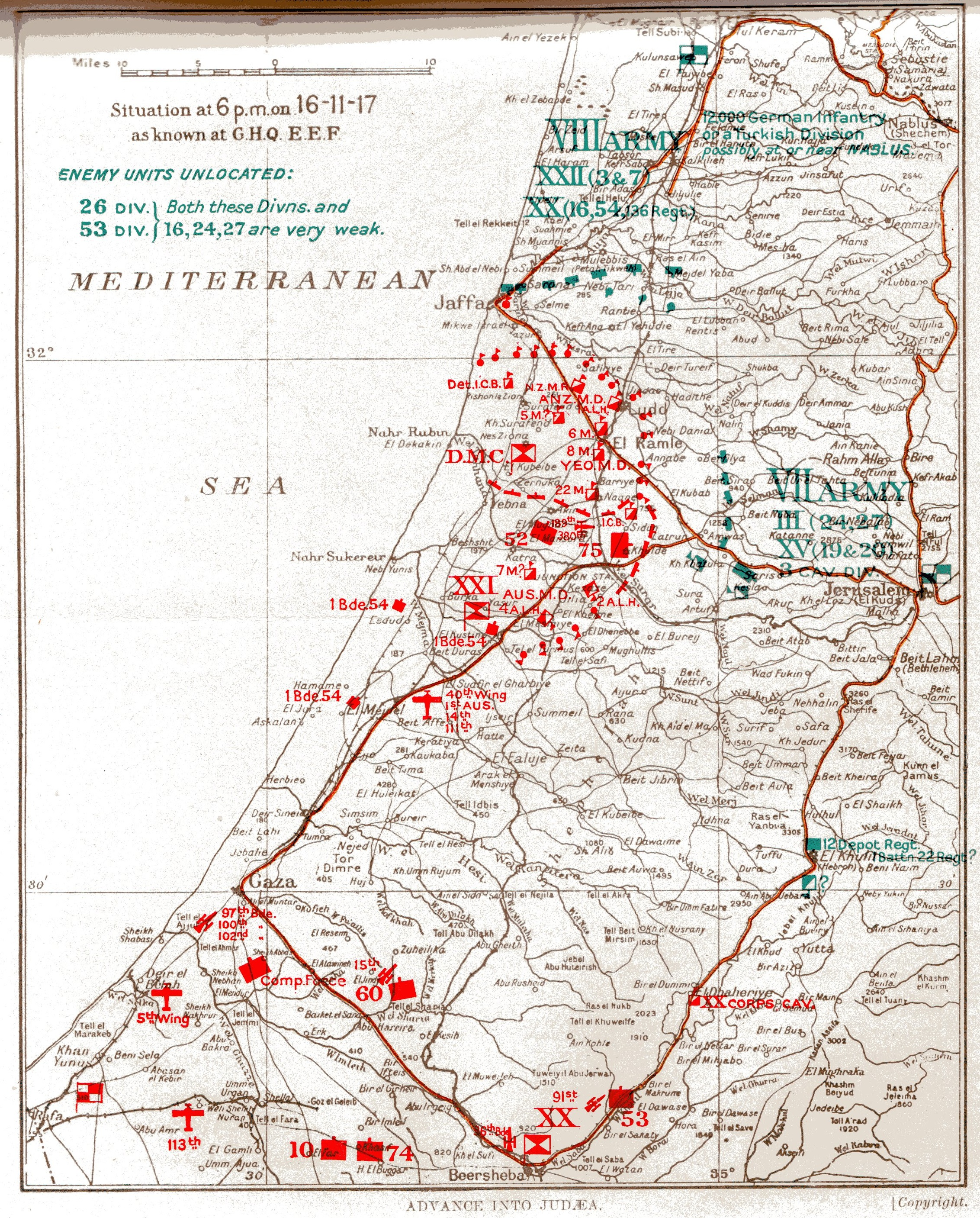
Situación del frente, 16 de noviembre de 1917 (18:00 horas).

El general británico Edmund Allenby, comandante en jefe de la Fuerza Expedicionaria Egipcia (EEF), había logrado una victoria decisiva sobre el comandante alemán Erich von Falkenhayn, comandante de las fuerzas otomanas en Palestina, en la batalla de Mughar Ridge, el 13 de noviembre. La victoria del Imperio británico obligó a von Falkenhayn a retirar al Séptimo y Octavo Ejército (comandados por Fevzi Pasha y Kress von Kressenstein, respectivamente) y trasladar su cuartel general desde Jerusalén a Nablus (14 de noviembre). Tras la llegada a Jerusalén del III Cuerpo otomano (Séptimo Ejército) a través del camino de Hebrón, después de su derrota en Beerseba, se ordenó la construcción de defensas alrededor de Jerusalén. Este cuerpo se mantuvo en la ciudad, mientras que el XX Cuerpo se retiró desde Junction Station (en los montes de Judea) hacia Jerusalén, manteniendo una sólida retaguardia para detener o ralentizar el avance británico. Los otomanos necesitaban tiempo para la construcción de las defensas y para la reorganización del Séptimo Ejército, agotado y desorganizado. Cuando el XX Cuerpo llegó a la ciudad, asumió la responsabilidad de las defensas de Jerusalén, mientras que el III Cuerpo continuó avanzando hacia el norte de Jerusalén, a lo largo de la carretera de Nablus.
El Gabinete de Guerra británico había advertido a Allenby sobre no comprometerse en cualquier operación que podría ser insostenible a largo plazo, es decir, no mantener un constante avance de las tropas británicas. Sus preocupaciones probablemente estaban vinculadas a la publicación, por parte del nuevo gobierno ruso bolchevique, sobre una propuesta de paz el 8 de noviembre, entre Rusia y el Imperio alemán. El documento, programado para ser firmado el 3 de marzo de 1918, constituiría un tratado de paz por separado y daría lugar a la retirada de todas las tropas rusas de la guerra. Todas las fuerzas alemanas en el frente oriental podrían entonces prestar su atención en la lucha contra las fuerzas británicas y francesas en otros frentes.

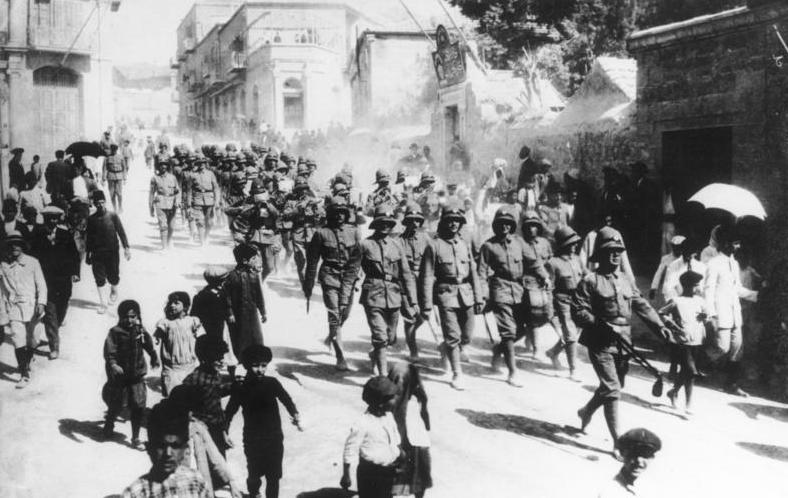
Soldados alemanes en Jerusalén (1914).

Allenby era consciente de la falta de mapas precisos de los montes de Judea, y de que la historia de campañas previas en la región desaconsejaba iniciar asaltos apresurados o con poco apoyo contra las sólidas murallas occidentales de Jerusalén. Las fuerzas de la línea del frente habían estado luchando y avanzando por un largo periodo de tiempo, a muchos kilómetros de sus bases, y se encontraban cansadas y agotadas. A 35 millas (56 km) de la cabeza de ferrocarril en Deir al-Balah, las tropas de Allenby no tenían una línea de trincheras defensivas, detrás de la cual podrían detener un esfuerzo concertado de los dos ejércitos otomanos. Un contraataque de esa naturaleza podría hacerlos retroceder hacia Gaza y Beerseba.
Sin embargo, Allenby revisó la amenaza de contraataque y la situación de los suministros, concluyendo que una fuerza lo suficientemente grande para atacar los montes de Judea y otra fuerza para accionar en la llanura marítima podrían mantenerse lejos de la base. Decidió atacar rápidamente al Séptimo ejército otomano de Fevzi Pasha en los montes de Judea, con la esperanza de capturar Jerusalén. Esto mantendría la presión sobre este, con la esperanza de que no dispusiera de tiempo para completar su reorganización, cavar trincheras profundas o, en el peor de los casos, iniciar un contraataque.

## Preludio

### Las líneas de suministros del Imperio británico
El plan de avance sobre los montes de Judea se basaba (en gran medida) en la capacidad de las líneas de comunicación para mantener a las tropas en el frente con suficientes suministros de alimentos, agua y municiones. Sin embargo, se trataba de operar a grandes distancias de las áreas del terminal del ferrocarril y la base y, como resultado, las fuerzas británicas se vieron obligadas a detener su avance el 17 de noviembre para que los cuerpos de control (organizados en columnas), enviados nuevamente al terminal del ferrocarril para reaprovisionarse de raciones y suministros, pudieran avanzar sobre las áreas controladas.

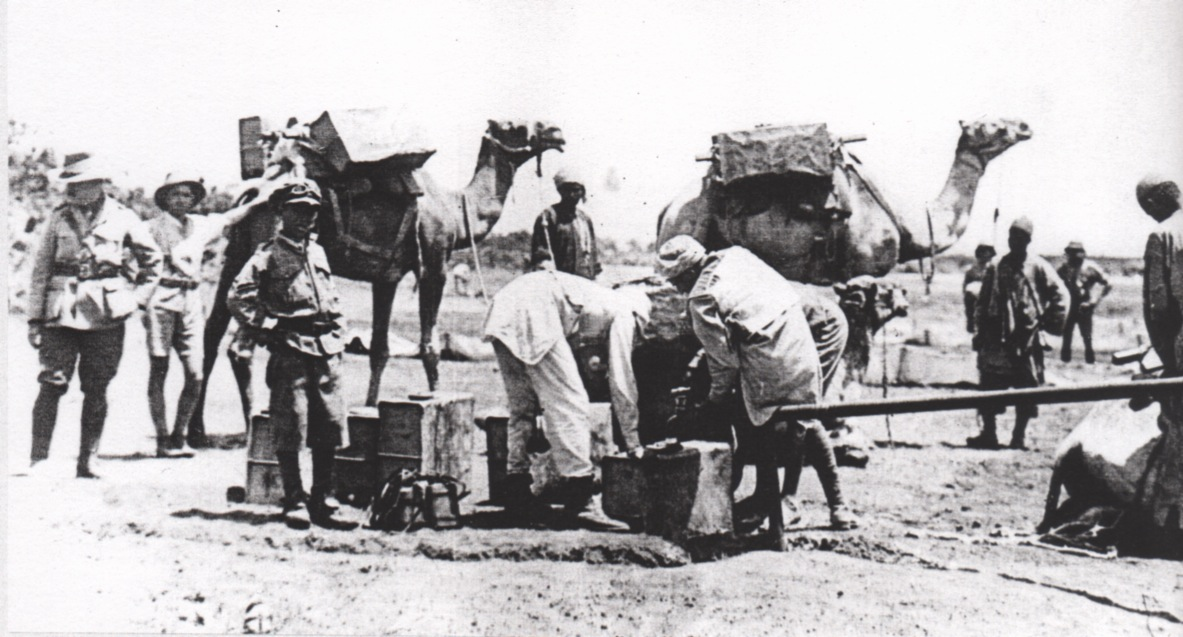
Cargando suministros en los camellos, cerca de Jaffa (1918).

El transporte de los suministros desde la terminal del ferrocarril era una operación lenta pero continua, 24 horas al día, ya que el ejército otomano había destruido gran parte de la infraestructura  ferroviaria durante su retirada. Solo los camiones de las compañías de Transporte Motorizado de los Cuerpos de Servicio del Ejército Británico (ASC) y los camellos del Cuerpo de Transporte de Camellos Egipcio podrían utilizar el único, estrecho y mal asfaltado camino desde Gaza hasta Junction Station. Entre Gaza y Beit Hanun, el camino estaba sin asfaltar y debajo de la arena, haciendo muy difícil el avance de los camiones, incluso con una carga ligera de una tonelada. Los suministros también eran enviados por mar, desembarcando en Wadi Sukhrir y, posteriormente, en Jaffa. La falta de infraestructura en Jaffa significaba que todos los suministros traídos por barco tenían que ser cargados en botes, que desembarcaban las raciones en las playas. Tales operaciones dependían en gran medida de las condiciones meteorológicas, por lo que la cantidad de suministros transportados por mar era limitada. Pero la alimentación de los caballos del ejército era una tarea enorme: la ración de marcha de un caballo era de 9,5 lb (4,3 kg) de granos al día. Incluso esta pequeña cantidad, que carecía de alimentos a granel, se multiplicaba por los 25 000 caballos del Cuerpo Montado del Desierto, lo que resultaba en más de 100 toneladas de grano al día. Serían necesarios cien camiones para los caballos, así como el transporte de las raciones requeridas por las tropas en el frente.
Todos los camiones y camellos se organizaron en convoyes, que se dirigieron hacia el norte desde el terminal del ferrocarril, a lo largo de la carretera de Gaza a Junction Station, de Dier el Belah a El Mejdel y luego a Julius, donde las Unidades 26 y 27 del Depósito de Suministros (DUS) establecieron almacenes de alimentos, para que sirvieran a la División Montada Australiana y la División Montada ANZAC. A partir de estos depósitos, las secciones de la 5.ª Compañía (Cuerpo de Servicio del Ejército de Nueva Zelanda) y la 32.ª, 33.ª y 34.ª Compañías (Cuerpo de Servicio del Ejército de Australia) abastecieron a la División Montada ANZAC y las 35.ª, 36.ª, 37.ª Compañías, a la División Montada Australiana. Estas compañías, que operaban con vagones, caballos y mulas, abastecían a sus brigadas durante las operaciones y, cuando fuera necesario, formaban parte del tren divisional durante las operaciones. Una base de camiones se estableció en Ramleh, donde descargaban los suministros que las Compañías de Transporte distribuían entre las unidades de vanguardia. Los miembros del Cuerpo Egipcio de Trabajo (como apoyo) trabajaron junto al Cuerpo de Servicio del Ejército de Australia transportando, cargando y descargando los vagones de suministros solicitados por las brigadas. El enorme esfuerzo de las secciones de suministros fue similar al de las columnas de municiones, que también trabajaron para suministrar armamento a las unidades de combate, en una operación continua parecida.

### Continúa el avance del Cuerpo Montado del Desierto
El 15 de noviembre el teniente general Sir Harry Chauvel, comandante del Cuerpo Montado del Desierto, emitió órdenes para la División Montada de Caballería (mayor general G. de S. Barrow) y la División Montada ANZAC (mayor general Edward Chaytor) para continuar el avance sobre Ramleh y Lud, ubicadas a 5 millas (8 km) de Junction Station. Ese día, la División Montada de Caballería llegó a la carretera de Jerusalén, gracias a una ataque realizado por la Sexta Brigada Montada (general de brigada C. Godwin) en Abu Shusheh. Esta carga de caballería ha sido descrita como mucho más arriesgada que la de Mughar Ridge, debido a la naturaleza rocosa del terreno donde los jinetes atacaron. La Brigada Montada de Rifles de Nueva Zelanda (brigadier general W. Meldrum) aseguró el flanco izquierdo del EEF al ocupar Jaffa el 16 de noviembre. Esta ciudad fue capturada como resultado de la victoria en Ayun Kara dos días antes, lo que obligó al Octavo Ejército otomano a retirarse a Nahr el Auja, que desemboca en el mar a cuatro millas (6,4 km) al noreste de Jaffa. La retirada del Séptimo Ejército otomano los colocó al norte del Octavo Ejército y abrió el flanco derecho de ese ejército. Como resultado, el Séptimo Ejército se vio obligado a alejarse aún más del sector costero, entrando a los montes de Judea. Allí, frente a Jerusalén, las unidades de infantería otomana crearon una cobertura defensiva.

## La batalla

### Comienza el avance en los montes de Judea
A pesar de la continua presión de la EEF, los dos ejércitos otomanos operaban en terrenos que favorecían la defensa. En adición a la retaguardia dejada por el XX Cuerpo (Séptimo Ejército) otomano (que se retiró a las montañas), el Séptimo Ejército había logrado establecer una línea de trincheras principalmente individuales que corría de sur a suroeste en una serie de elevaciones, hasta 4 millas (6,4 km) de Jerusalén, con el apoyo de reductos bien situados. El reconocimiento aéreo del 17 de noviembre descubrió que la carretera norte de Jerusalén a Nablus estaba atestada de refugiados.

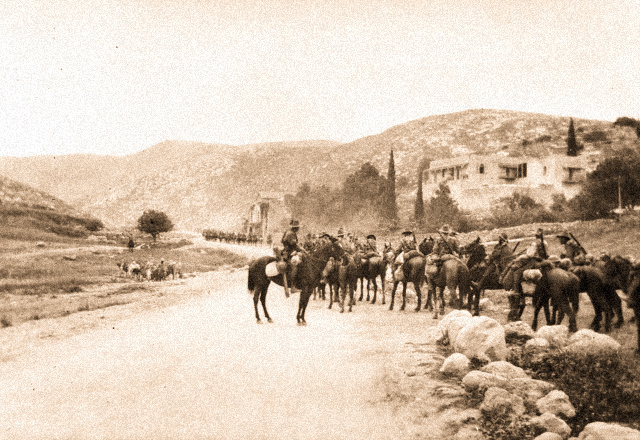
El 4.º Regimiento de Caballería Ligera entrando en un desfiladero, cerca de Latrún.

El 18 de noviembre, cuando Allenby se encontraba en el cuartel del XXI Cuerpo británico en El Kastine, tomó la decisión de seguir de cerca al Séptimo Ejército otomano en los montes de Judea. Esto se ideó con la certidumbre de que el ejército otomano tenía poco tiempo para reagruparse o para construir defensas que, con más tiempo, podrían resultar inexpugnables.
El plan de Allenby era evitar enfrentamientos en o cerca de Jerusalén, cortar todos los accesos por carretera a la ciudad y obligar al ejército otomano a evacuarla. Ordenó a dos divisiones de infantería: la 52.ª (Lowland) (mayor general J. Hill) y la 75.ª División (mayor general P. C. Palin); y a dos divisiones montadas: las Divisiones Montadas de Caballería y Australiana, comenzar el avance. Estas fuerzas deberían moverse hacia el este desde Latrún, que había sido capturado el 16 de noviembre, en la misma dirección que la carretera de Jaffa a Jerusalén.
La infantería de la 75.ª División tenía que avanzar por la carretera principal, a pesar de las varias demoliciones llevadas a cabo por los otomanos, que se retiraban por la carretera asfaltada que corría de este a oeste a través de Amwas. A la izquierda y al norte de la 75.ª se encontraba la 52.ª (Lowland) División, que se abría paso a través de carreteras secundarias o vías de Lod a Jerusalén. Más al norte, a la izquierda de la 52.ª (Lowland), la División Montada de Caballería tenía que moverse al norte y al noroeste. Su objetivo era cortar las líneas de comunicación del Séptimo Ejército otomano en Bireh, a ocho millas (13 km) al norte de Jerusalén, en el camino de la carretera de Jerusalén a Nablús.
Las brigadas 6.ª, 8.ª y 22.ª de la División Montada de Caballería, junto a la 20.ª Brigada y la Real Artillería Montada (13 lb) se movieron hacia el norte a través de la antigua vía romana de Lod a Ramleh, a través de Berfilya y Beit Ur el Tahta, hacia Bireh. Al mismo tiempo, la 53.ª (Welsh) División (mayor general S. F. Mott) avanzaba hacia el norte, a lo largo de la carretera de Beerseba a Jerusalén, para tomar Hebrón y Belén, antes de moverse hacia el este para asegurar el camino de Jerusalén a Jericó.
La 75.ª División, junto a las Divisiones Montadas de Caballería y Australiana, comenzó su entrada a los montes de Judea, el 18 de noviembre:

Todos los ejércitos que han tratado de tomar Jerusalén han pasado por aquí, salvo el de Josué. Filisteos e hititas, babilonios y asirios, egipcios y romanos y griegos, caballeros cruzados francos, todos han pasado por aquí, y todos han regado la colina de Amwas con su sangre.
R.M.P. Preston

El primer objetivo era capturar y asegurar las alturas a ambos lados de la carretera de Jaffa a Jerusalén en Amwas, para que la 75.ª División pudiera avanzar por la carretera y los montes de Judea. Ascendiendo por la línea de ferrocarril en Wadi Surar, a la derecha de la infantería de la 75.ª estaba la 2.ª Brigada de Caballería Ligera de la División Montada ANZAC, que se unió temporalmente a la División Montada Australiana. El 9.º Regimiento de Caballería Ligera llevó a cabo un movimiento de giro hasta Wadi es Selman, al norte de Amwas, para llegar al pueblo de Yalo, a dos millas (3,2 km) al este. Después de esta exitosa operación, la División Montada Australiana movió el resto de su campamento a la desembocadura del Nahr Sukereir. Continuando el avance en la mañana del 19 de noviembre, la infantería de la 75.ª División encontró a Amwas evacuada, pero la vanguardia del 8.º Regimiento Montado de la División Montada de Caballería y la 3.ª Caballería del Condado de Londres lucharon a dos millas (3,2 km) de Beit Ur el Tahta esa noche, mientras que la 22.ª Brigada Montada alcanzó Shilta.

#### La 75.ª División

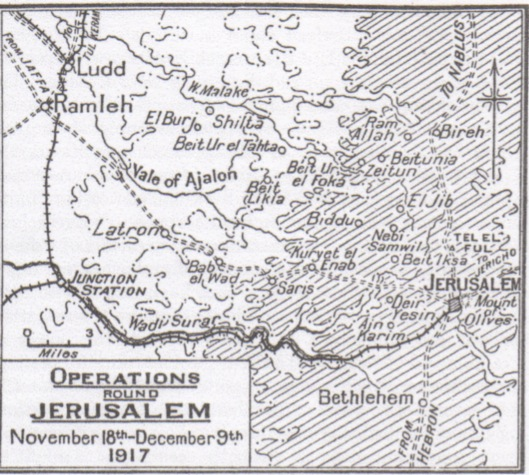
Mapa 14 de las operaciones de Jerusalén (18 de noviembre–9 de diciembre de 1917).

A tan sólo dos millas (3,2 km) después de la entrada de la carretera hacia Jerusalén en los montes de Judea, esta corre a través del paso fácil de defender de Bab al-Wad. El 19 de noviembre, la infantería de la 75.ª División avanzó por la carretera; su 232.ª Brigada había dejado Abu Shusheh a las 07:30 horas para ocupar la ciudad desierta de Amwas y, hasta las 11:00 horas, las tropas indias del 58.º Fusileros de Vaughan de la 234.ª Brigada había luchado en la carretera hasta llegar a las alturas de Bab el Wad.
Tras Bab el Wad, la carretera a Jerusalén continuaba a través de valles profundos y estrechos, sobre las estribaciones escarpadas, y alrededor de los desniveles de las colinas rocosas. A pesar de que había otra vías para atravesar los montes, estas eran un amasijo de vías sin asfaltar, caminos ásperos y rocosos (a menudo, poco más que caminos para transitar en burro), que ocasionaron que el movimiento de infantería, caballería desmontada y artillería fuera muy difícil. La áspera pista serpenteaba a través de estrechos valles y se apoyaba sobre deformadas crestas afiladas, que eran rotas por colinas cónicas y las sucesivas capas de rocas que sobresalían de sus laderas, a unos pocos metros. Era virtualmente imposible enviar avanzadas al norte o al sur de la carretera principal, apoyadas por la artillería. Con las fuertes lluvias y las condiciones frías, húmedas y fangosas, se constató que era imposible desplegar armamento de la 75.ª División fuera de la carretera. Ese armamento había sido traído por equipos de hasta 8 caballos por pieza el día anterior.
Todas las actividades militares se hicieron aún más difíciles por las condiciones de invierno; el suelo estaba resbaladizo y nieblas negras y densas tempranas redujeron la visibilidad. Ningún avance era posible después de las 17:00 horas, momento en el cual el principal puesto militar se ubicaba a menos de una milla de la aldea de Saris. Las unidades de infantería de la 75.ª División habían avanzado 10 millas (16 km) desde la mañana. Ellos acamparon a horcajadas en la carretera, bajo el fuego de los francotiradores otomanos.

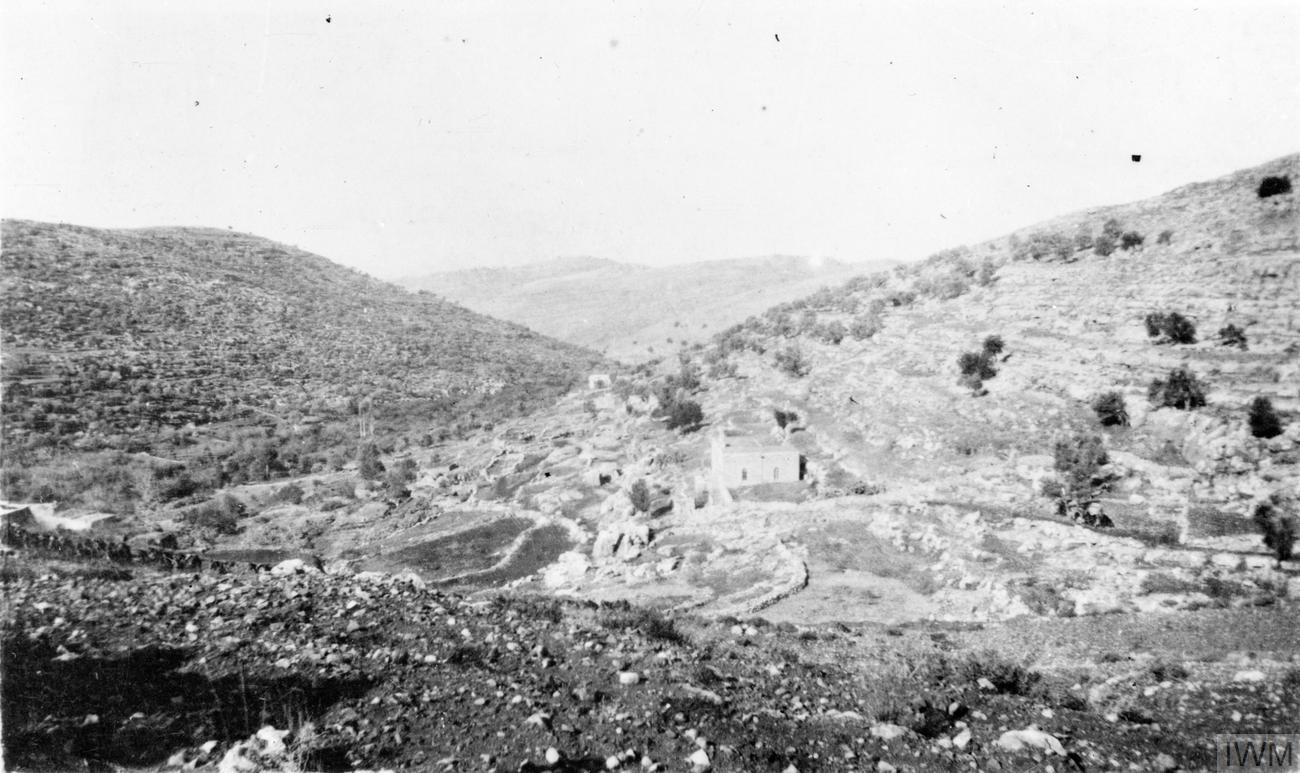
Típico paisaje de los montes de Judea en 1917.

Durante la noche del 19 de noviembre, una tormenta eléctrica seguida de un aguacero torrencial cayó sobre ambos ejércitos. En pocas horas, cada cauce en las estribaciones y en la llanura estaba inundado. El suelo negro, duro y firme del verano, en condiciones invernales se convirtió fangoso y pesado para la marcha y casi intransitable para los vehículos con ruedas. La temperatura, que había sido caliente durante el día y agradable por la noche, disminuyó rápidamente hasta convertirse en un frío penetrante. Los soldados de infantería habían estado marchando con su uniforme de verano ligero, con pantalones cortos de tela cruzada y túnicas. Con solo una manta (o solo un abrigo), esa ropa solo daba una poca protección contra la lluvia y el intenso frío.
En estas condiciones, las fuerzas otomanas encontradas en el camino fueron las retaguardias que von Falkenhayn había ordenado dejar al XX Cuerpo, ya que este se retiró nuevamente a defender Jerusalén. Establecidas sobre las crestas montañosas, estas retaguardias estaban compuestas por grupos pequeños ubicados en las colinas. Cada una de esas posiciones fueron atacadas por tropas indias y nepalíes, tropas que derrotaron a los defensores.

#### Las posiciones de los ejércitos otomanos

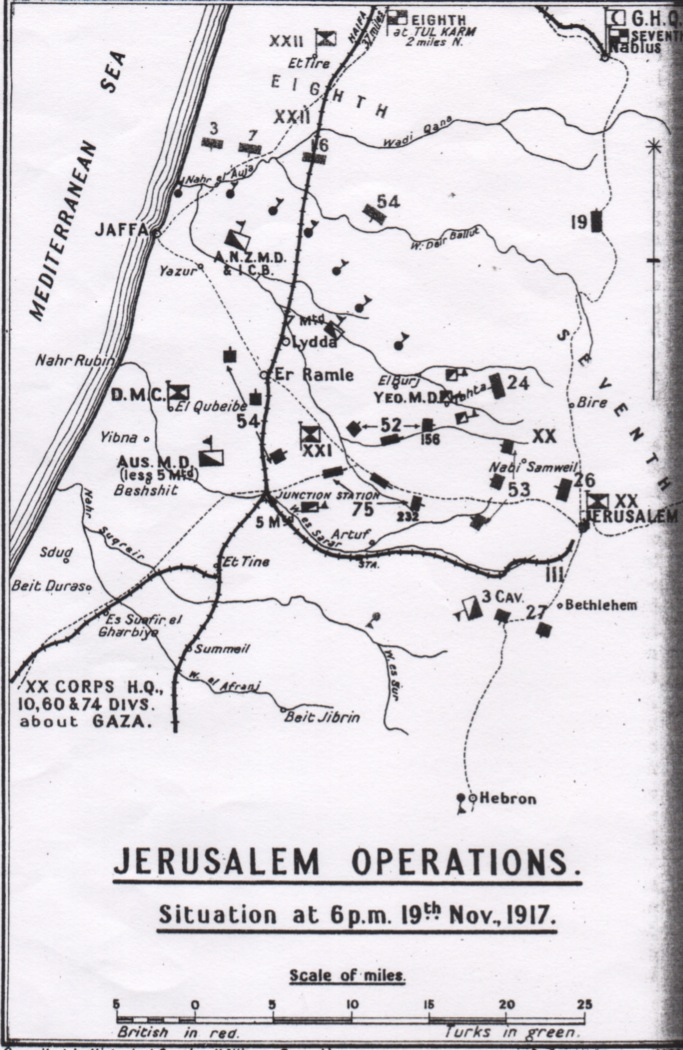
Operaciones en Jerusalén. Situación del 19 de noviembre de 1917 (18:00 horas).

En adición a la línea de Nahr Sukrerir, que se extendía hasta Beit Jibrin junto con Summeil y El Tineh (donde se libró la batalla de Mughar Ridge), las posiciones de la EEF y los ejércitos otomanos en la noche del 19 de noviembre de 1917 se observan en el mapa esquemático.
Con su sede en Nablus, el Séptimo Ejército otomano se desplegó para defender Jerusalén; su flanco izquierdo estaba cubierto por la 3.ª División de Caballería del III Cuerpo. La infantería de la 27.ª División estaba a horcajadas sobre la carretera de Hebrón a Jerusalén. La infantería de la 53.ª (Welsh) División del XX Cuerpo sostuvo una línea delante de Nebi Samwil, con la infantería de la 26.ª División en reserva. La infantería que defendía Bireh en el camino de Jerusalén a Nablus pertenecía a la 24.ª División, con la infantería de la 19.ª División a mitad de camino entre Bireh y Nablus. El Octavo Ejército otomano, con sede en Tulkarem, desplegó su XXII Cuerpo en el campamento del Nahr el Auja. Se extendían desde la costa las 3.ª, 7.ª y 16.ª Divisiones, prácticamente en línea con la infantería británica de 54.ª División en el interior.

#### Los intentos de cortar la carretera de Nablus
La brigada de infantería líder de la 52.ª (Lowland) División alcanzó Beit Likia el 19 de noviembre moviéndose a lo largo de una pista al norte de la carretera principal hacia Kuryet el Enab, contra una retaguardia otomana muy decidida y formidablemente armada con ametralladoras en Kustal y Beit Dukka. Las posiciones otomanas fueron fuertemente defendidas y la 52.ª (Lowland) División no pudo avanzar hasta que una niebla bajó poco antes de anochecer del 21 de noviembre, dando la oportunidad a la 75.ª División para desplegarse rápidamente, subir la cresta y derrotar a las fuerzas otomanas a bayonetas. Esa noche, las soldados británicos consumieron sus raciones de hierro (llevadas por los hombres como raciones de emergencia), y algunos encontraron refugio en un gran monasterio y sanatorio, de condiciones miserables. La noche era fría con fuertes lluvias, y los que no encontraron refugio se vieron seriamente afectados. No llegaron más suministros hasta el mediodía del día siguiente, a causa de la congestión en las estrechas vías.
La infantería de la 52.ª (Lowland) División se desplegó con la 75.ª División a su derecha y la División Montada de Caballería a su izquierda. La División Montada de Caballería, avanzando hacia Beit Ur el Foqa y Bireh en la carretera de Nablus, a 10 millas (16 km) al norte de Jerusalén, debía converger con la infantería de la 75.ª División en Bireh y cortar la carretera de Nablus a Jerusalén. Aunque la resistencia en Saris parecía debilitarse, a las 11:00 horas el progreso siguió siendo lento. Saris sería finalmente conquistada en la tarde del 21 de noviembre.
Operando en las colinas, al norte de las divisiones de infantería, la División Montada de Caballería siguió luchando para avanzar. Se movió a través de las zonas más difíciles e inhóspitas de los montes de Judea hacia Beit Ur el Tahta en una columna de fila india de casi 6 millas (9,7 km) de largo. A las 11:30 horas del 21 de noviembre, el regimiento líder de Caballería de Dorset descendió de los montes en los que se localiza Beit Ur al-Fauqa, y encontró unidades otomanas que defendían el borde occidental de Zeitun Ridge por encima de ellos. En esta cordillera, al oeste de Bireh, se mantenían 3000 tropas otomanas (la totalidad de la 3.ª División Otomana de Caballería y la mitad de la 24.ª División) con varias baterías de artillería. Aunque la desmontada Caballería fue capaz de tomar brevemente la cresta, pronto fue obligada a abandonarla. Las fuertes lluvias y el tiempo frío fueron una dura prueba, tanto para hombres como animales, mientras se hicieron varios intentos infructuosos para forzar su camino hasta las empinadas laderas rocosas de la cordillera. Pero a principios de la tarde llegaron desde el norte más refuerzos otomanos, contraatacando con fuerza. Obligaron a la División Montada de Caballería a regresar al profundo barranco, al lado oeste de la ladera. Esa noche, la Caballería Berkshire avanzó contra las unidades otomanas en medio de la lluvia torrencial, con sus caballos en el fondo del valle. La situación se tornó seria y se dieron órdenes a las tres brigadas de separarse y retirarse a Beit Ur el Foqa, acción que se llevó a cabo exitosamente al anochecer. No hubo apoyo aéreo, posiblemente por el mal clima, hasta que el escuadrón N.º 1 del Cuerpo Aéreo Australiano lanzó bombardeos aéreos sobre Bireh los días 22 y 24 de noviembre.

### 21–24 de noviembre: Batalla de Nebi Samwil

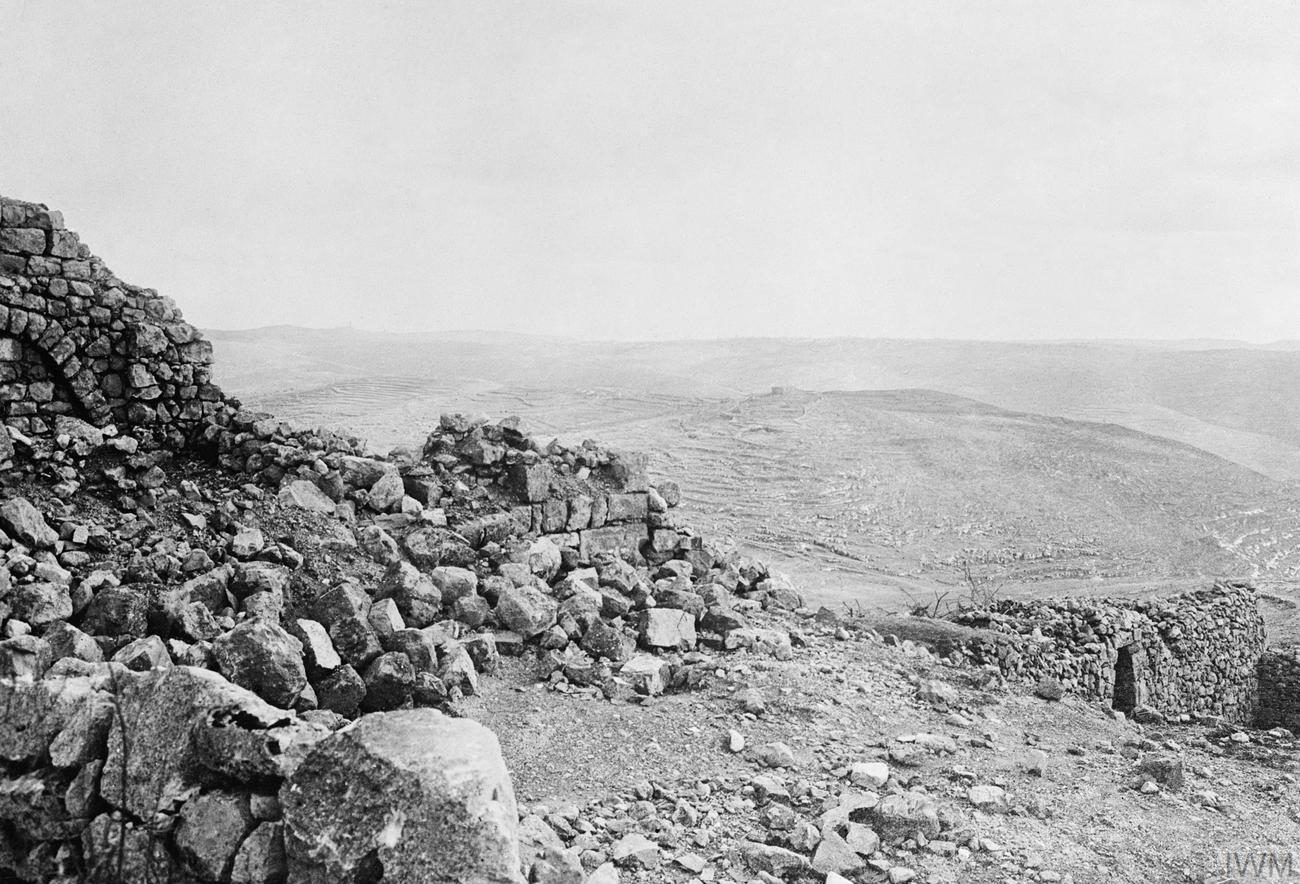
La cumbre de Nebi Samwil

La batalla de Nebi Samwil ha sido identificada de manera oficial por los británicos como iniciada el 17 de noviembre y finalizada el 24 de noviembre de 1917. Sin embargo, hasta el 21 de noviembre la infantería de la 75.ª División todavía continuaba su avance hacia Bireh. En ese día, ya que la división de infantería volvió al noreste cruzando a través del frente de la 52.ª (Lowland) División, su progreso fue bloqueado en Biddu por las fuerzas otomanas atrincheradas en las alturas de Nebi Samwil, dominando Jerusalén y sus defensas. Esta colina, el lugar tradicional de la tumba del profeta Samuel, fue tomada avanzada la noche por la 234.ª Brigada de la 75.ª División, después de intensos combates. La 52.ª (Lowland) División había tomado la línea más difícil, mientras que la 75.ª División se dirigió a los accesos ubicados al suroeste. Varios contraataques de las fuerzas otomanas durante los días siguientes fracasaron. En combate cuerpo a cuerpo, los soldados otomanos contraatacaron con fuerza, llegando a las puertas de la mezquita antes de que tropas nepalíes los obligaran a retirarse. El Séptimo Ejército de Fevzi Pasha había llevado a dos divisiones de infantería de Allenby a un punto muerto.
En los ataques sufridos por las tres divisiones británicas por parte de las tres divisiones otomanas, los primeros sufrieron más de 2000 víctimas. No existen estimaciones de las pérdidas otomanas. Un mapa esquemático que muestra las posiciones de los ejércitos el 28 de noviembre (véase más abajo el mapa de las operaciones otomanas, a las 18:00 horas del 28 de noviembre de 1917) indica que el área sobre Nebi Samwil seguía cerca del terreno disputado por la 60.ª (London) División británica y la 53.ª División otomana; y el enlace a la carretera de vital importancia de Jerusalén a Nablus todavía seguía en manos otomanas.
El 24 de noviembre, Allenby ordenó la retirada de las tres divisiones de la EEF pertenecientes al XXI Cuerpo y el Cuerpo Montado del Desierto. Con el fin de movilizar esas grandes formaciones, una pausa era inevitable, por lo que el ataque se interrumpió; pero von Falkenhayn y el ejército otomano se dieron cuenta del cese temporal de las hostilidades.

### 24 de noviembre: Primer ataque a través del Nahr el Auja
El avance de dos divisiones de infantería y una de caballería en los montes de Judea hacia Jerusalén fue suspendido en el área de Nebi Samwil el 24 de noviembre. Ese mismo día, la infantería de 54.ª (East Anglian) División y la División Montada ANZAC comenzó su ataque a través del Nahr el Auja sobre la costa mediterránea, al norte de Jaffa. La única brigada montada disponible era la Brigada Montada de Rifles de Nueva Zelanda, que había estado en servicio de guarnición en la ciudad ocupada de Jaffa desde el 16 de noviembre. La orilla norte del río era defendida por la 3.ª y 7.ª Divisiones del Octavo Ejército otomano.
La Brigada Montada de Rifles de Nueva Zelanda avanzó a través del río y estableció dos cabezas de puente: la primera a través del puente en la carretera principal cerca de Khirbet Hadrah (también denominado Khurbet Hadra) y la segunda en Sheik Muanis, cerca de la desembocadura del río. Estas operaciones tuvieron dos objetivos: para ganar territorio y desalentar al Octavo Ejército otomano de enviar tropas a los montes de Judea para reforzar el Séptimo Ejército. Después de las acciones exitosas de la Brigada Montada de Rifles de Nueva Zelanda, dos batallones de infantería de la 54.ª (East Anglian) División mantuvieron las dos cabezas de puente en la orilla norte, hasta que fueron atacados por fuerzas abrumadoras el 25 de noviembre. Las 3.ª y 7.ª Divisiones del Octavo Ejército otomano habían empujado en las cabezas de puente y restaurado la situación táctica.
Profundo y con aguas turbulentas, el río el Auja no se podía cruzar, excepto en los lugares conocidos y bien establecidos, por lo que a las 01:00 horas del 24 de noviembre el Regimiento Montado de Rifles de Canterbury cruzó el vado en la playa. Se trasladaron a galope y rápidamente se apoderaron de las colinas que dominaban el vado, capturando la aldea de Sheikh Muannis (que dio su nombre al vado), pero la guarnición de caballería otomana escapó. El Regimiento Montado de Rifles de Wellington se unió al de Canterbury y juntos avanzaron hacia el este a Khurbet Hadrah, que dominaba el puente sobre la carretera principal. Capturaron 29 prisioneros, una ametralladora y un cañón británico Lewis. Dos regimientos de infantería del Regimiento de Essex, la 161.ª (Essex) Brigada y la 54.ª (East Anglian) División, cruzaron el puente Hadrah y ocuparon el pueblo. El 4.º y 11.º Escuadrones del Regimiento Montado de Rifles de Auckland junto al 2.º Escuadrón del Regimiento Montado de Rifles de Wellington se posicionaron en el puente y el pueblo de Sheikh Muannis, delante de los puestos de infantería. El 1.er Escuadrón del Regimiento Montado de Rifles de Canterbury estableció un puesto en la playa; cada uno de estos escuadrones tenían dos ametralladoras para reforzarlos.
A las 02:45 horas del 25 de noviembre, una patrulla de caballería otomana ubicada cerca a Khurbet Hadrah fue perseguida por tropas del 3.er Escuadrón del Regimiento Montado de Rifles de Auckland. Al cabo de una hora, las 3.ª y 7.ª Divisiones otomanas lanzaron un fuerte ataque al escuadrón, que se retiró a una línea preestablecida. Solo 30 minutos después fue obligado a retroceder. Aproximadamente a las 08:00 horas, unidades de infantería de la 54.ª (East Anglian) División en Khurbet Hadrah se retiraron al otro lado del río. Fue una operación muy difícil, ya que el puente estaba siendo arrasado por el fuego enemigo, bombardeado continuamente por la artillería. Algunos hombres lograron cruzar el puente; otros cruzaron a nado el río y varios se ahogaron. Una vez que la infantería logró cruzada, el 3.er Escuadrón y el Regimiento Montado de Rifles de Auckland los siguieron a través del puente. El 11.º (North Auckland) Escuadrón (Regimiento Montado de Rifles de Auckland) cubrió la retirada con dos cañones Vickers a un gran costo, sin dejar de mantener el puente hasta las 11:00 horas, cuando se retiraron.
Mientras que la lucha por el puente Hadrah estaba ocurriendo, el 2.º Escuadrón del Regimiento Montado de Rifles de Wellington en Sheikh Muannis mantuvo a raya, sin ningún apoyo de la artillería, un ataque feroz realizado por unos 2000 soldados otomanos, que fueron cubiertos por fuego de artillería precisa. A medida que sus caballos habían sido enviados de vuelta por el río hasta el vado en la playa, los escuadrones de la Brigada Montada de Rifles de Nueva Zelanda se trasladaron para reforzar la posición de Khurbet Hadrah, pero llegaron justo cuando la retirada se llevaba a cabo. Ellos tomaron una posición en la orilla sur, cerca del puente. Fue sólo después de que la aldea de Khurbet Hadrah y los puestos de brigada fueron evacuados cuando la batería Somerset fue capaz de entrar en acción, asistida por cañones de la 161.ª (Essex) Brigada. Este apoyo no llegó a tiempo, y la infantería en Sheikh Muannis, ubicada cerca del vado, también recibió la orden de retirarse. Fueron apoyados por la batería Somerset, que continuó disparando desde una posición sur de 1400 yardas (1,3 km), en el lado sur del río, hasta después del ejército otomano había vuelto a ocupar la aldea. Dos compañías del 10.º Escuadrón se retiraron lentamente hacia el vado en la playa, cerca de Sheikh Muannis, con el 2.º Escuadrón y la infantería cruzando el río por medio de embarcaciones, hacia el depósito de suministros en un molino. Entonces, el ataque otomano se concentró en el Regimiento Montado de Rifles de Canterbury. El 1.er Escuadrón mantuvo a raya al enemigo hasta que el regimiento y las tropas procedentes de Sheik Muannis cruzaron el río, cuando el 1.er Escuadrón retrocedió, bajo el fuego de cobertura de las ametralladoras. Las bajas de la Brigada Montada de Rifles de Nueva Zelanda durante esta operación fueron 11 muertos, 45 heridos y 3 desaparecidos.
Desde 25 de noviembre hasta el 1 de diciembre, la Brigada Montada de Rifles de Nueva Zelanda permaneció en apoyo de la 54.ª (East Anglian) División, que continuó manteniendo la línea avanzada. A principios de diciembre, la brigada se retiró a un campamento de descanso cerca de Sarona, a pocos kilómetros al norte de Jaffa hasta el 5 de enero, cuando releva a la Brigada Imperial de Cuerpos a Camello en las estribaciones de los montes de Judea.
Al mismo tiempo, el comandante del Octavo ejército otomano Friedrich Freiherr Kress von Kressenstein fue relevado de sus funciones. Había estado en el Sinaí y Palestina desde el 27 de septiembre de 1914, conduciendo dos ejércitos y un grupo de asalto a través de la península del Sinaí para atacar sin éxito al Imperio británico en el Canal de Suez en enero de 1915; en Romani, en agosto de 1916; y en la exitosa incursión en Katia, en abril de ese año. Posteriormente comandó a los defensores de Magdhaba, en diciembre de 1916; en Rafa, en enero de 1917; en Gaza y Beerseba en marzo, abril y octubre de 1917; y durante los combates en la retaguardia, en la llanura marítima de Jaffa, en noviembre de 1917. Fue sustituido por el general de brigada Djevad Pasha. Al conocer la noticia, Allenby escribió a su esposa el 28 de noviembre de 1917: «Me imagino que ahora hay muy poca simpatía entre los turcos y los boches (alemanes).»

### Contraataques otomanos
Von Falkenhayn y el Ejército otomano buscaron beneficiarse de la situación de las divisiones del Imperio británico, que habían estado luchando y avanzando desde el comienzo del mes, encontrándose exhaustas y debilitadas.
Debido a los problemas de abastecimiento durante el avance de Beerseba, Allenby mantuvo al XX Cuerpo de Philip W. Chetwode cubriendo la parte trasera de las líneas de comunicación. Estas tropas disfrutaron de 10 días de descanso en la retaguardia, donde fueron fácilmente abastecidos y recompuestos. Fueron estas tropas frescas del XX Cuerpo que recibieron las órdenes de hacerse cargo de las operaciones de primera línea en los montes de Judea contra las defensas otomanas del Séptimo ejército. La 60.ª (London) División, comandada por el general John Shea, llegó a Latrún el 23 de noviembre desde Huj y el 28 de noviembre relevaron a la seriamente debilitada infantería de las 52.ª y 75.ª División, sin gran capacidad de lucha. El mismo día, la 74.ª (Yeomanry) División, comandada por el general de división E. S. Girdwood, llegó a Latrún desde Karm. Dos días después, la 10.ª (Irish) División, comandada por el general J.R. Longley, también llegó a Latrún desde Karm. La 53.ª (Welsh) División, con el Regimiento del Cuerpo de Caballería y una batería pesada, se mantuvo en la carretera de Hebrón, al norte de Beerseba, por órdenes directas del Cuartel General (GHQ); serían llamados Destacamento de Mott.
En la semana del 27 de noviembre, el Ejército otomano lanzó una serie de ataques de infantería, empleando tácticas de choque, con la esperanza de romper las líneas británicas, durante el período de desestabilización creado por la recomposición y retroceso de las tropas. Los contraataques fueron lanzados por las 16.ª y 19.ª Divisiones en los montes de Judea, en Nebi Samwil y en la meseta de Zeitun. Los ataques también se lanzaron contra las líneas de comunicación británicas, a través de una brecha entre las fuerzas británicas en la llanura marítima y en los montes de Judea, y también contra varias unidades británicas esparcidas en la llanura marítima.

#### Contraataques en la llanura marítima

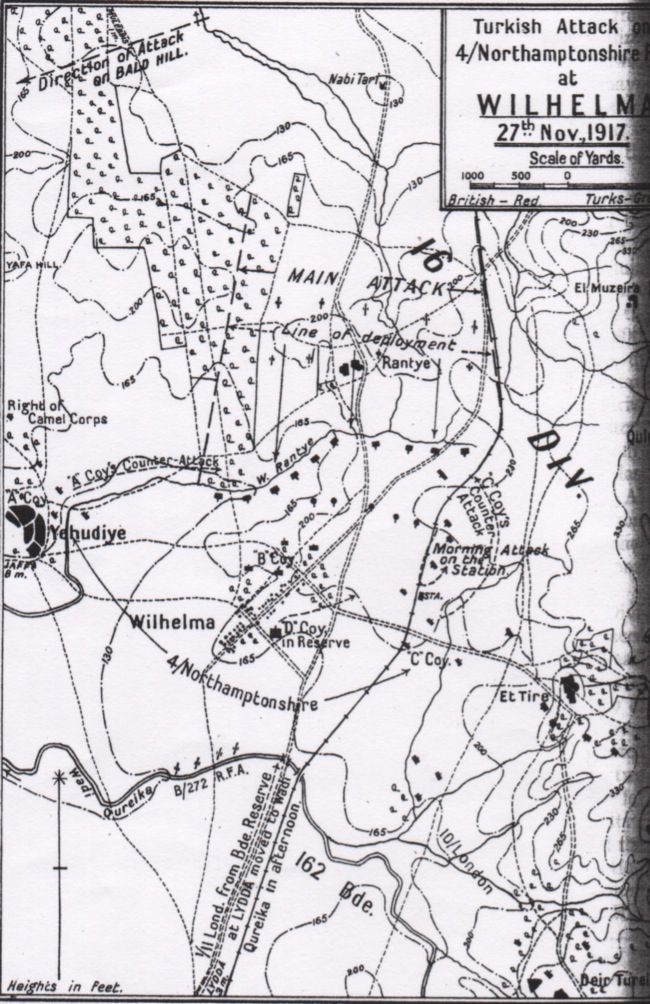
Ataque otomano sobre el Regimiento de Northamptonshire en Wilhelma (27 de noviembre de 1917).

A las 17:00 horas del 27 de noviembre la 16.ª División del Octavo ejército otomano lanzó un contraataque en Wilhelma en la llanura marítima. Llegaron a menos de 400 yardas (370 m) de la infantería del 4.º Batallón del Regimiento de Northamptonshire, que se desplegó en los alrededores de Wilhelma. También avanzaron contra el 10.º Batallón del Regimiento de Londres, al sureste de Deir Tuweif; contra el 5.º Batallón del Regimiento de Bedfordshire, en Beit Nebala; y contra de la Brigada Imperial de Cuerpos a Camello, en Bald Hill. En Wilhelma, las fuerzas otomanas se prepararon para hacer un ataque a bayoneta, pero el fuego de las ametralladoras Lewis de la 272.ª Brigada de la Real Artillería de Campo impidieron el ataque. Los británicos contraatacaron con éxito en ambos flancos, obligando a las tropas otomanas a retirarse a Rantye. A la izquierda de la Brigada Imperial de Cuerpos a Camello, al suroeste de Bald Hill, unidades de la 16.ª División otomana reiniciaron el ataque durante la noche del 28 de noviembre. Se dirigieron a la derecha de los puestos de la primera línea de la 2.ª Brigada de Caballería Ligera y se atrincheraron en una posición adelantada. Pero en la madrugada del 29 de noviembre, las tropas otomanas se encontraron en una posición insostenible, dominada por un puesto australiano y enfilada por otros en ambos flancos. No pudiendo avanzar o retroceder, tres oficiales y 147 soldados otomanos con cuatro ametralladoras se rindieron ante el 7.º Regimiento de Caballería Ligera.

#### Contraataques a las líneas de comunicación del Imperio británico
Más hacia el interior, otro serio ataque fue realizado en las líneas británicas de comunicación de Ramleh, por unidades tanto de la 16.ª División otomana en la llanura y la 19.ª División en las colinas. El objetivo de este contraataque fue la destrucción de dos divisiones británicas ubicadas en los montes de Judea, cortando sus líneas de comunicación.

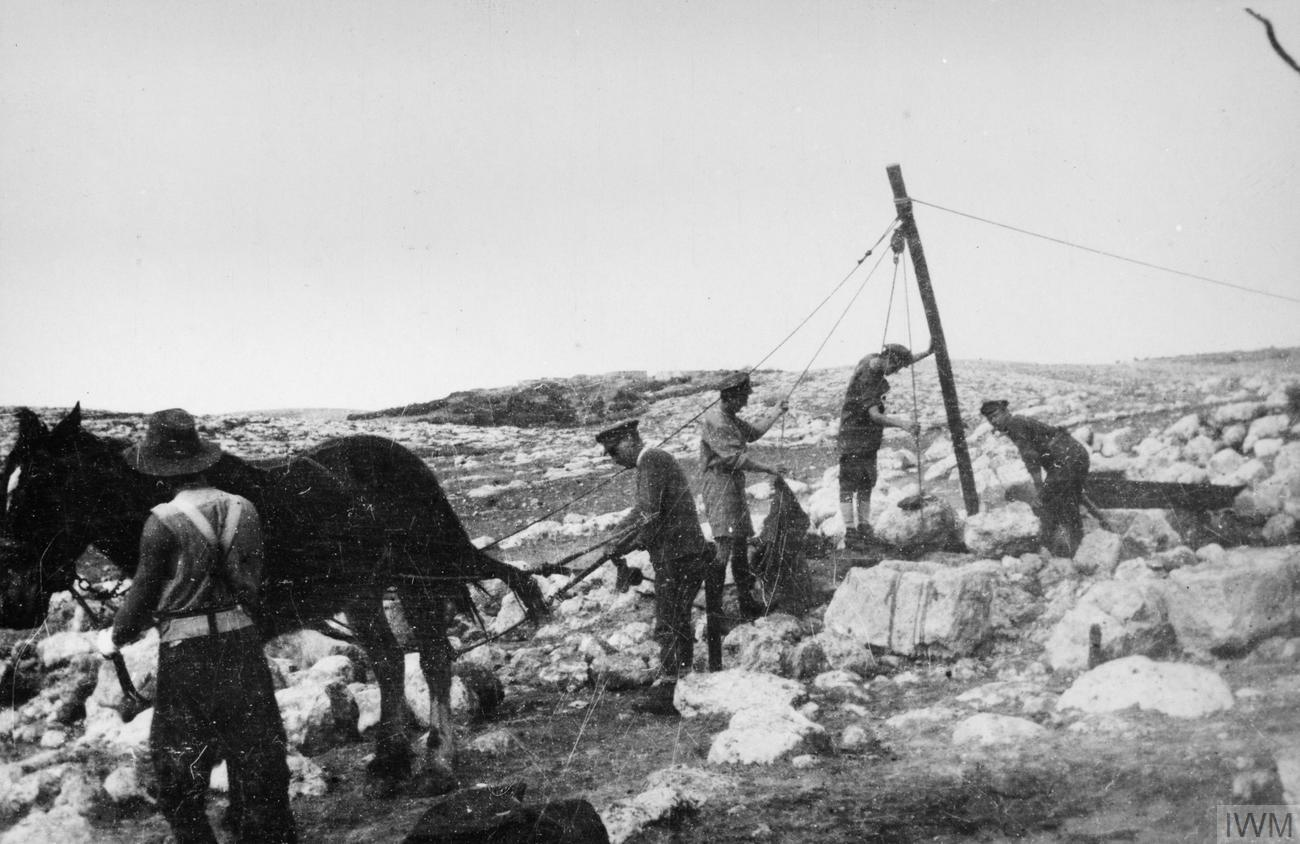
Sacando agua de un pozo en las colinas al oeste de Jerusalén (diciembre de 1917).

Este ataque fue realizado utilizando una brecha de cinco millas (8 km) en la línea británica del frente, entre el lado izquierdo de la División Montada de Caballería en Beit Ur el Tahta y el lado derecho de la infantería de la 54.ª (East Anglian) División en Shilta. La 19.ª División otomana encontró la brcha el 27 de noviembre y atacó las expuestas líneas de abastecimiento, derrotando a una sección de la Columna de Municiones de la División Montada de Caballería y abrumando un puesto a la derecha de la 54.ª (East Anglian) División. La 7.ª Brigada Montada recibió la orden de ingresar en la brecha de la línea. Fueron atacados por los frescos soldados de la 19.ª División otomana en la madrugada del 28 de noviembre, pero impidieron un nuevo ataque de otras tropas otomanas. Después de algunos desesperados combates con acciones cerradas, la presión se alivió un tanto y se recuperó parte del terreno perdido, pero las fuerzas otomanas comenzaron a flanquear a la brigada montada en el oeste. El 5.º Batallón del Regimiento de Norfolk fue expulsado de Shilta, pero la infantería de la 155.ª (South Scottish) Brigada de la 52.ª (Lowland) División, en proceso de ser relevada, retornó al frente, cerró la brecha, y obligó a los soldados otomanos a retroceder de nuevo fuera de las líneas de comunicación.

#### Contraataques a la División Montada de Caballería
Los contraataques otomanos comenzaron el 27 de noviembre, cuando un puesto más avanzado de la División Montada de Caballería en Zeitun, en el extremo occidental de la cresta de Beitunia, fue atacado por una fuerza mucho más grande. Se mantuvo a raya a los atacantes otomanos hasta el 28 de noviembre, cuando la división se vio obligada a retirarse de sus puestos avanzados, incluyendo Sheik Abu (ex Zeitun) y Beit Ur el Foqa.
La División Montada Australiana (excepto la 5.ª Brigada Montada de Caballería) había estado descansando en Mejdel del 19 al 27 de noviembre, cuando se les ordenó regresar a los montes de Judea. La marcha de la 4.ª Brigada de Caballería Ligera para Berfilya fue desviada directamente a Beit Ur el Tahta. Al sur de Beit Ur el Tahta, la 4.ª Brigada de Caballería Ligera cubrió una posición peligrosa, ya que no tenía contacto con la 6.ª y 8.ª Brigada Montada. La 5.ª Brigada Montada de Caballería recibió la orden de reunirse con su división, dejando el 10.º Regimiento de Caballería Ligera bajo las órdenes de la 60.ª (2/2nd London) División. La 3.ª Brigada de Caballería Ligera marchó a Berfilya a dos millas (3,2 km) al oeste de El Burj.

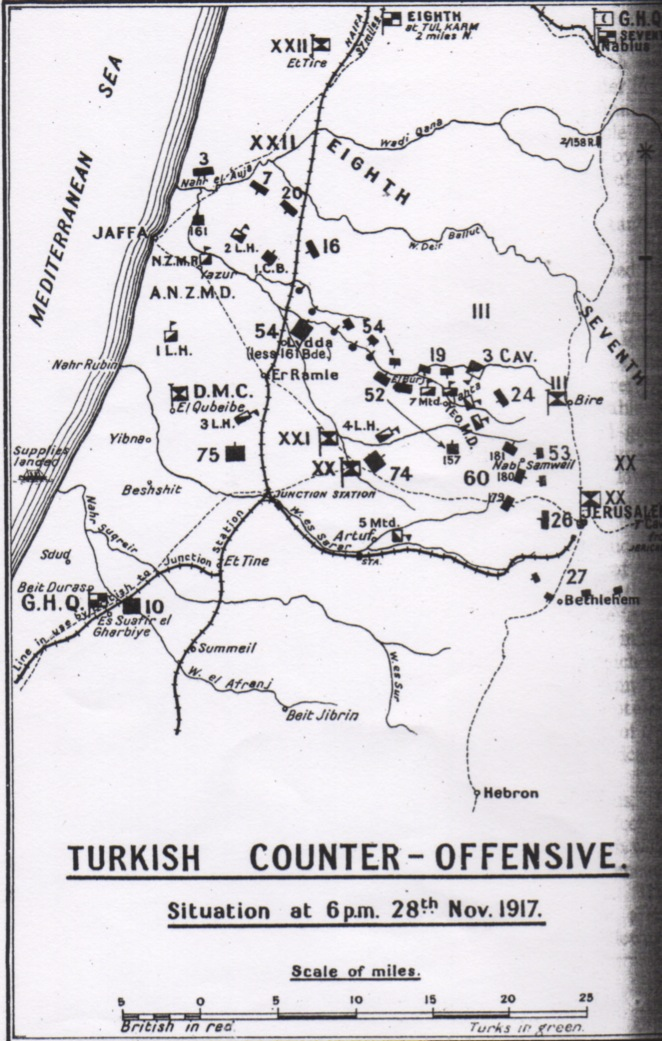
Los contraataques otomanos a las 18:00 horas del 28 de noviembre de 1917.

La presión era demasiado grande para los puestos de avanzada de la muy reducida División Montada de Caballería, que volvió a retroceder a Wadi Zeit, pero los perseguidores otomanas repentinamente son bloqueados por el 11.º Regimiento de Caballería Ligera y la 4.ª Brigada de Caballería Ligera. La 4.ª Brigada de Caballería Ligera se había movilizado por la misma ruta que la 7.ª Brigada Montada, pero cerca de El Burj encontraron el camino bloqueado por el fuego. El brigadier general Grant, reportando a Barrow, ordenó a la brigada dirigirse al sur de Beit Ur el Tahta para apoyar a la 6.ª Brigada Montada. El 11.º Regimiento de Caballería Ligera fue enviado al frente para mantener Wadi Zeit, al suroeste de Beit Ur el Foqa.
El 30 de noviembre, el mayor J. G. Rees del 25.º Batallón de Reales Fusileros Galeses tenía sólo 60 hombres para mantener Beit Ur el Foqa cuando el puesto fue prácticamente rodeado. Se las arreglaron para salir de la posición y se unieron a la compañía de apoyo del 10.º Batallón de la Infantería Ligera de Shropshire del Rey, cubriendo Et Tire y frente a Signal Hill, que se convirtió en el foco de la siguiente ataque otomano. Este se produjo a las 14:30 horas, cuando atacaron con 400 soldados, empujando al destacamento desde Signal Hill. Este movimiento hizo imposible sostener Et Tire y obligó al 10.º Batallón de la Infantería Ligera de Shropshire del Rey a retroceder nuevamente a su línea original.
Estas operaciones fueron apoyadas el 28 de noviembre por una fuerza combinada de los escuadrones N.º 1 británico y N.º 111 australiano, que atacó el aeródromo Tul Keram con bombardeos aéreos. Este ataque se repitió por la mañana y por la noche siguiente, después de que aviones alemanes bombardearon el aeródromo Julis y atacaron la posición del escuadrón N.º 113.
La División Montada de Caballería fue relevada por la 74.ª (Yeomanry) División; dos brigadas de infantería fueron sustituidas por cuatro brigadas de caballería, que resultaban en un aumento de seis veces en el número de rifles. Con refuerzos adicionales de la desmontada División Montada Australiana, había tropas suficientes para resistir todos los contraataques otomanas.

#### Contraataque del 1 de diciembre en Beit Ur el Tahta

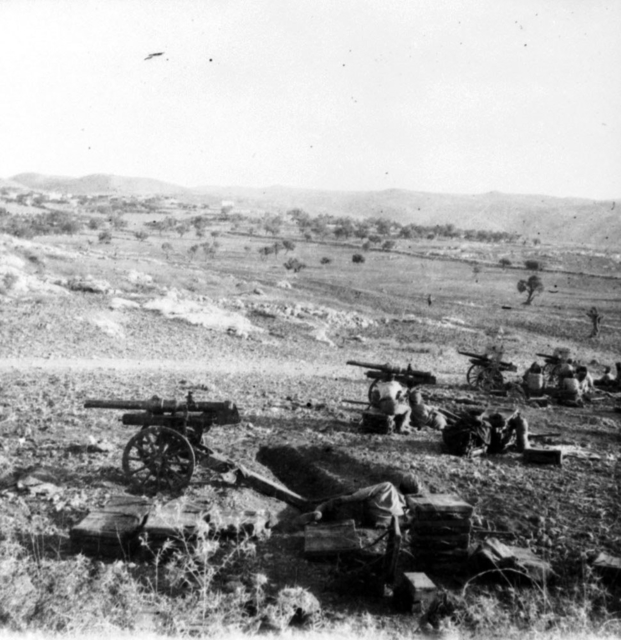
Batería de cañones de montaña de Hong Kong en acción cerca a Beit Ur el Tahta.

Aproximadamente a la 01:00 horas del 1 de diciembre, un batallón de la 19.ª División otomana, armado con granadas de mano, lanzó ataques en Beit Ur el Tahta contra la 157.ª Brigada, y al noroeste de El Burj contra la 3.ª Brigada de Caballería Ligera. Después de dos ataques en Beit Ur el Tahta, tuvieron éxito en empujar a una severamente debilitada compañía del 5.º Batallón de la Infantería Ligera de Highland de la 52.ª (Lowland) División a 200 yardas (180 m) de la cresta en frente del pueblo, pero a las 04:30 horas los británicos habían vuelto a recuperar la posición. El 8.º Regimiento de Caballería Ligera al noreste de El Burj soportó cuatro ataques de las fuerzas enemigas, armadas con granadas de mango. Un escuadrón de los Reales Húsares de Gloucestershire de la 5.ª Brigada Montada de Caballería, unido a la 3.ª Brigada de Caballería Ligera fue trasladado rápidamente para llenar los vacíos en la línea, y la batería de Hong Kong entró en acción. Fueron reforzados por el 4.º Batallón de los Reales Fusileros Escoceses con un pequeño grupo de bombarderos de Beit Sira, que llegaron justo cuando soldados otomanos iniciaban un nuevo asalto. La escuadrilla de bombarderos británicos atacaron a los bombarderos otomanos y después de un combate feroz los obligó a retroceder. Los otomanos continuaron desesperadamente al ataque y otra compañía del 4.º Batallón de los Reales Fusileros Escoceses entró en combate. Con el fuego constante de la desmontada 3.ª Brigada de Caballería Ligera combinado con la lluvia de obuses de los Fusileros se obligó a los otomanos a retroceder y a cavar trincheras. Al amanecer se rindieron.
En estos combates se afirma que todo un batallón otomano fue capturado o muerto. Más de 100 soldados otomanos fueron muertos. Entre los 172 prisioneros había muchos heridos, mientras que las pérdidas británicas eran menores a 60. Había sido una batalla crucial; si El Burj hubiese sido capturado, los británicos habrían perdido el uso de la carretera que sube desde Berfilya, y mantener el valle de Beit Nuba-Beit Sira se habría vuelto insostenible. El flanco izquierdo del principal avance de la infantería a Jerusalén habría sido expuesto, que también habría debilitado la presión que se ejercía sobre la carretera de Nablus.

#### Contraataque del 1 de diciembre en Nebi Samwil
Nuevos ataques a Nebi Samwill sucedidos el 1 de diciembre fueron rechazados, sufriendo el Séptimo ejército otomano grandes pérdidas.

### Captura de Jerusalén
Para el 1 de diciembre, la lucha por Jerusalén estaba a punto de terminar. El ejército otomano no había podido ganar ningún terreno como resultado de sus contraataques, y las tropas británicas que avanzaban fueron siendo reemplazadas exitosamente por sus compañeros exhaustos que estaban bien atrincherados cerca de Jerusalén. El 2 de diciembre, se completó el relevo del XXI Cuerpo por el XX Cuerpo cuando la 10.ª (Irish) División reemplazó a la 52.ª (Lowland) División. Ambos lados comenzaron a ajustar y mejorar sus líneas, abandonando lugares inseguros o difíciles de defender. Los británicos incrementaron el número de soldados en su línea para crear una concentración de gran alcance. Durante cuatro días, la 10.ª (Irish) y la 74.ª (Yeomanry) División extendieron sus posiciones, mientras que la posición extendida a cargo de la 60.ª (London) División se acortó.
El 3 de diciembre, el 16.º Batallón del Regimiento de Devonshire, la 229.ª Brigada y la 74.ª (Yeomanry) División recapturaron Beit Ur el Foqa. Este ataque de la infantería fue lanzado desde la cabecera de Wadi Zeit a la 01:00 horas, y para las 03:30 horas la aldea había sido capturada,  junto con 17 prisioneros y tres ametralladoras. Sin embargo, la posición era imposible de sostener, ya que era dominada por las posiciones otomanas, en terreno más alto. Bombardeos y combates cuerpo a cuerpo continuaron durante toda la mañana, y el batallón se retiró, sufriendo 300 bajas. Si bien se sostiene que para el 3 de diciembre, el ejército otomano había abandonado todos sus contraataques y que lucha en los montes de Judea había cesado.

#### Destacamento de Mott
Mientras tanto, en la carretera de Hebrón a Belén al sur de Jerusalén, la 53.ª (Welsh) División (conocida como el Destacamento de Mott) había continuado su tentativo avance para llegar a 4,5 millas (7,2 km) al sur de Hebrón el 4 de diciembre. Después de que dos vehículos blindados ligeros australianos de la Batería Ligera de Motor Blindado (LAMB) que avanzaban desde el norte no reportaron unidades otomanas en Hebrón, continuaron hasta el valle de Dilbe esa noche.

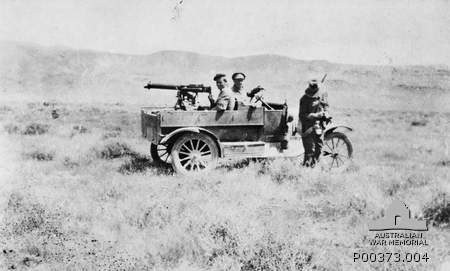
Modelo T Ford tripulado por soldados australianos y armado con una ametralladora Vickers .303 montada en un trípode.

Chetwode ordenó entonces a Mott avanzar lo más rápido posible para llegar a una posición a tres millas (4,8 km) al sur de Jerusalén por la mañana del 8 de diciembre. La vanguardia de Mott se movió otra vez, tentativamente, durante la noche del 5 de diciembre a tres millas (4,8 km) al norte de Hebrón. Para el 7 de diciembre, el destacamento de Mott había encontrado en contacto con la posición otomana defensiva de Belén a cuatro millas (6,4 km) de su objetivo, pero el mal tiempo impidió un avance. El destacamento de Mott avanzó hacia el norte a tiempo para cubrir el flanco derecho de la 60.ª (2/2nd London) División y para cortar el camino de Jerusalén a Jericó. A pesar de estar bajo órdenes directas del Cuartel General, el Destacamento de Mott aún estaba en la carreta al su de Hebrón a Belén,  el 7 de diciembre, aunque Mott logró capturar las Piscinas de Salomón, al sur de Belén por la tarde del 7 de diciembre.

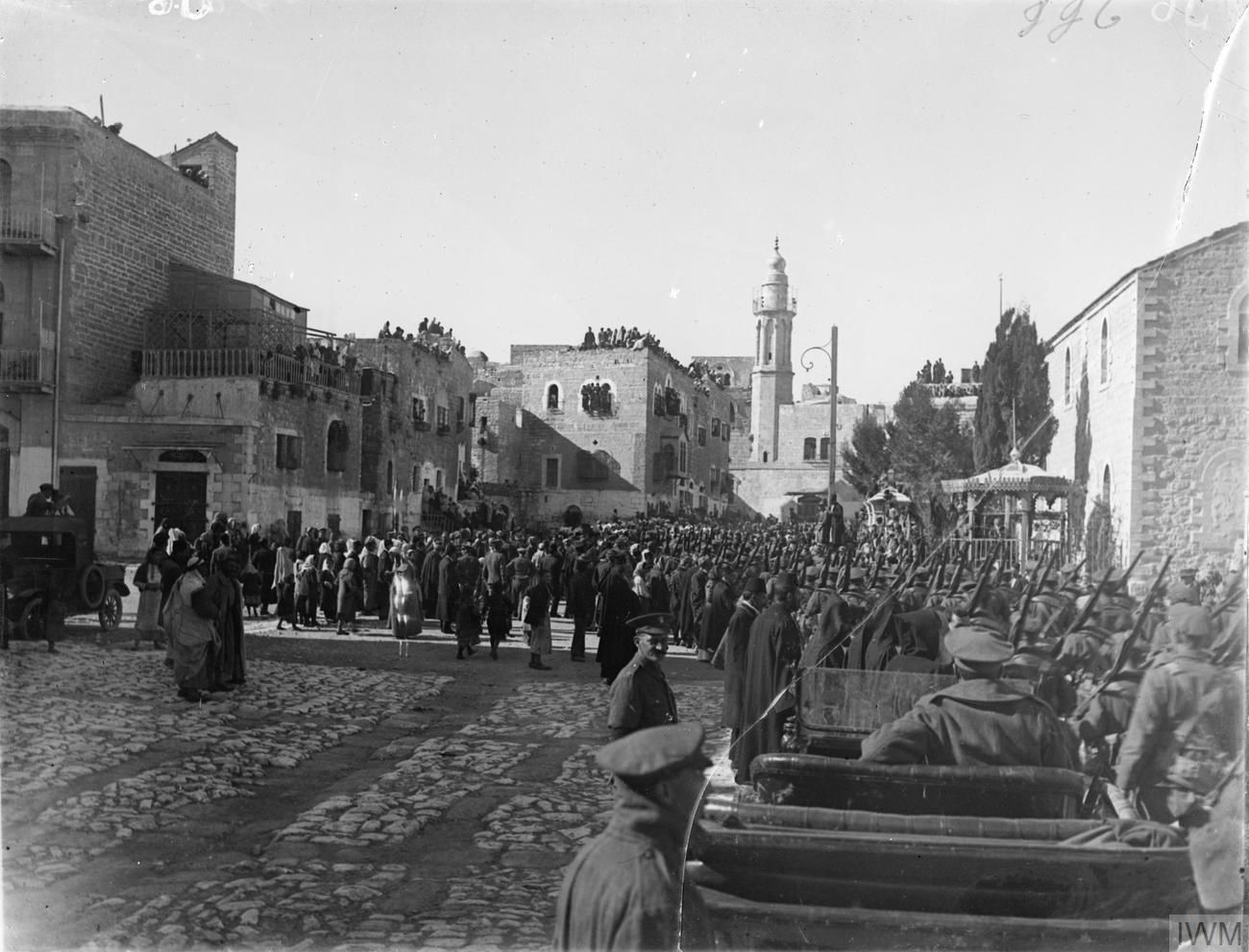
El 4.º Batallón del Regimiento de Sussex marcha a través de Belén. Su división de infantería; la 53.ª (Welsh) División ocupaba Belén en la noche del 9 de diciembre.

En la mañana del 8 de diciembre, la artillería otomana comenzó a disparar a un cruce de carreteras, el cual el Destacamento de Mott tuvo que defender. Incapaz de avanzar o tomar represalias contra el fuego preciso de la batería otomana, cerca de Belén, el destacamento aguardó. Hacia el mediodía, Chetwode, el comandante del cuerpo, ordenó al destacamento comenzar a moverse. Mott finalmente atacó a su principal objetivo en Beit Jala a las 16:00 horas, pero el Ejército otomano ya se había retirado. No fue sino hasta la noche que continuaron con su avance para encontrar el camino totalmente despejado de defensores otomanos. En el momento crucial, el Destacamento de Mott fue incapaz de cubrir el flanco sur de la 60.ª (London) División, obligando a los londinenses a hacer una pausa durante el día, que con el fuego enfilado habría hecho un avance extremadamente costoso.

#### Rendición de Jerusalén

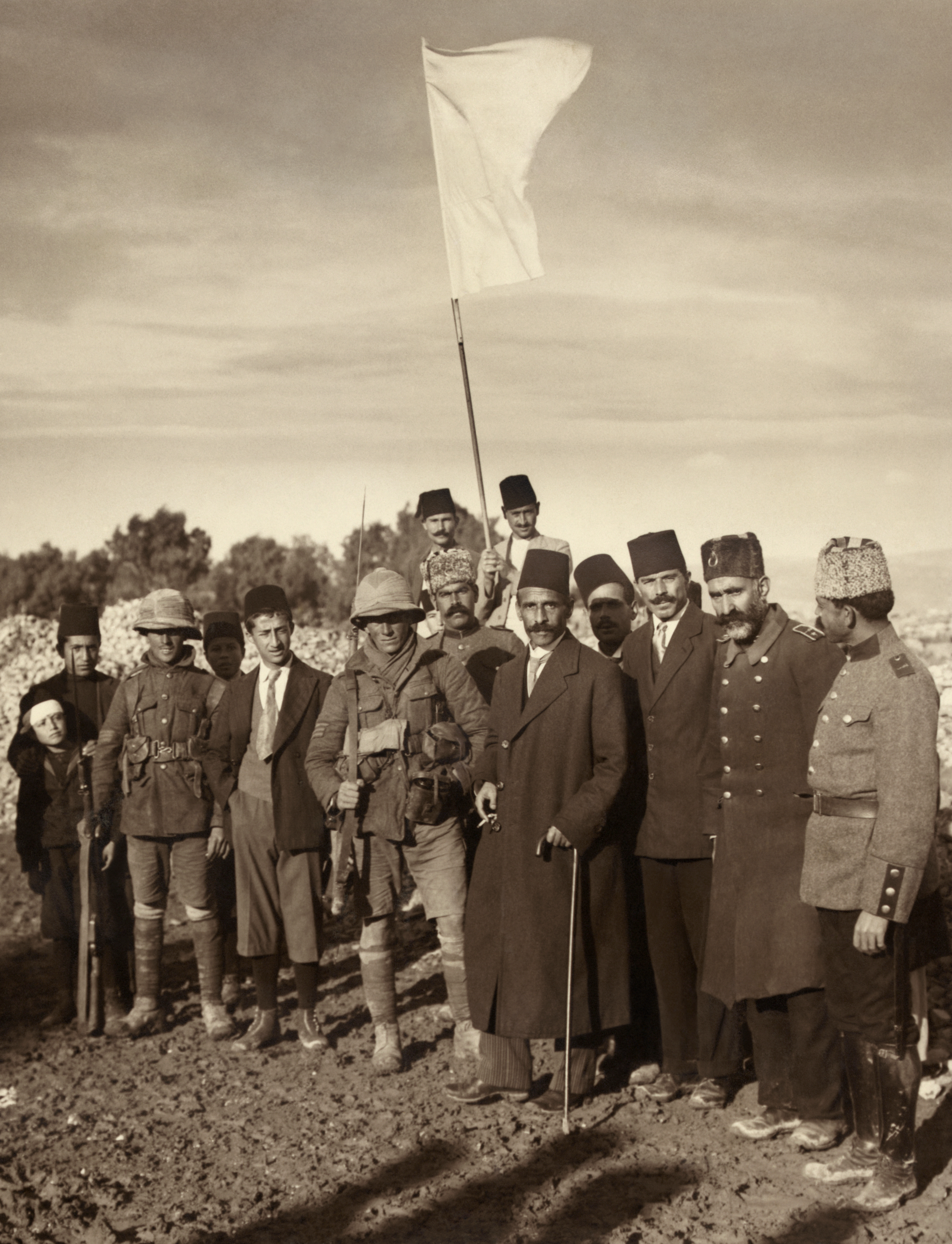
La rendición de Jerusalén ante los británicos, 9 de diciembre de 1917.

Durante las casi continuas lluvias del 8 de diciembre, Jerusalén dejó de ser protegida por el Imperio otomano. Chetwode (comandante del XX Cuerpo), que había relevado a Bulfin (comandante del XXI Cuerpo), puso en marcha el avance final para tomar las alturas al oeste de Jerusalén, el 8 de diciembre. El Séptimo ejército otomano se retiró durante la noche y la ciudad se rindió al día siguiente.

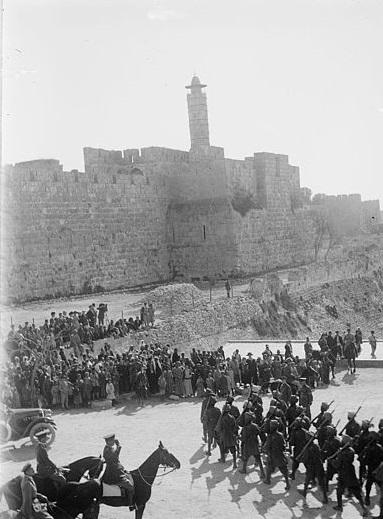
Las tropas británicas en un desfile en la Puerta de Jaffa en diciembre de 1917, después de la captura de Jerusalén y la ocupación del sur de Palestina.

El alcalde de Jerusalén, Hussein Salim al-Husseini, intentó entregar el escrito del gobernador otomano de la rendición de la ciudad a los sargentos James Sedgewick y Frederick Hurcomb, del 2/19.º Batallón del Regimiento de Londres, que se encontraban en las afueras de los límites occidentales de Jerusalén en la mañana del 9 de diciembre de 1917. Los dos sargentos, que exploraban por delante de la fuerza principal de Allenby, se negaron a tomar el escrito. Finalmente fue aceptado por el general de brigada C.F. Watson, comandante de la 180.ª (2/5th London) Brigada.
Jerusalén estaba casi rodeada por la EEF, aunque mantuvo brevemente algunas unidades del Ejército otomano en el Monte de los Olivos, el 9 de diciembre. Ellos se vieron desbordados por la 60.ª (2/2nd London) División en la tarde del día siguiente.

#### Texto de Rendición
Debido a la gravedad del asedio de la ciudad y el sufrimiento que este país pacífico ha soportado de sus armas pesadas, y por temor a que estas bombas mortales lleguen a los lugares santos, nos vemos obligados a entregar a usted la ciudad a través de Hussein al-Husseini, el alcalde de Jerusalén, con la esperanza de que va a proteger a Jerusalén de la forma en que la hemos protegido durante más de quinientos años.

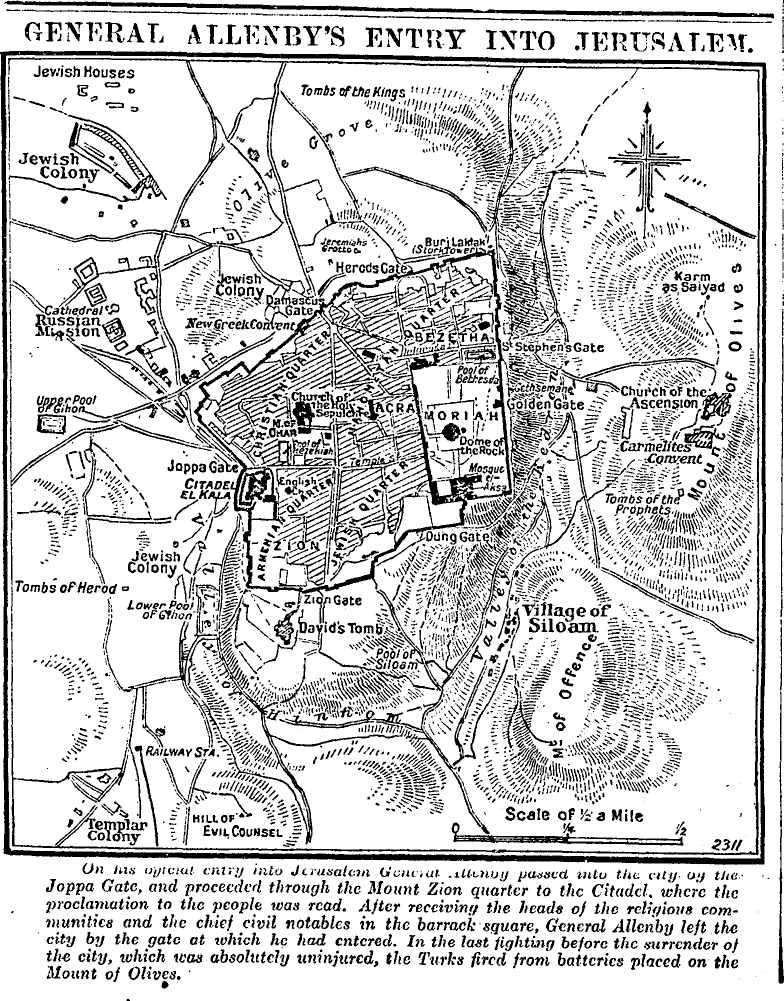
Diagrama de la entrada de Allenby a Jerusalén el 11 de diciembre de 1917, en The Times.

Firmado. Izzat, Mutasarrif de Jerusalén.

### Consecuencias

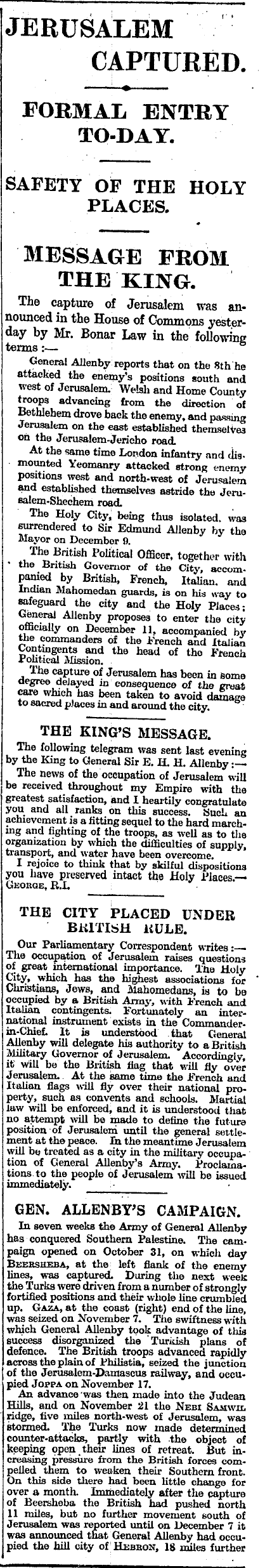
«Jerusalem Captured», en The Times, 11 de diciembre de 1917.

El 11 de diciembre, dos días después de la entrega oficial y exactamente seis semanas después de la caída de Beerseba, Allenby (comandante de la EEF) hizo su entrada formal en Jerusalén a pie, a través de la puerta de Jaffa, en lugar de a caballo o en vehículos para mostrar su gran respeto por el lugar santo.
Entre las unidades montadas que acompañaban a Allenby en su entrada formal en Jerusalén, se encontraban el 10.º Regimiento de Caballería Ligera y una tropa representando a la Brigada Montada de Rifles de Nueva Zelanda, comandada por el teniente segundo C. J. Harris, del Regimiento de Canterbury. La tropa de Nueva Zelanda estaba conformada por un sargento y diez hombres del Regimiento de Auckland, nueve hombres del Regimiento de Canterbury, y nueve hombres del regimiento de Wellington, con tres hombres del Escuadrón de Ametralladoras y una de la Tropa de Señales: un total de un oficial y 33 de otros rangos.
En este momento, el 12.º Regimiento de Caballería Ligera estaba en los montes de Judea en la línea de frente cerca de Kuddis, donde la disposición de los defensores otomanos era estática y tranquila, pero atenta. A partir del 12 de diciembre, el regimiento estaba trabajando para extender una sangar y disfrutando de carne fresca, pan, verduras y ron. El 17 de diciembre, las sábanas y mantas vivac habían llegado. El tiempo seguía frío y lluvioso, pero las buenas raciones y mantas y refugios vivac levantaron la moral.
El Imperio británico había recibido el regalo de Navidad que el primer ministro David Lloyd George había querido darles, junto con el prestigio moral de llevar a cabo una ocupación cristiana de Jerusalén. Fue un duro golpe para el Imperio otomano, que había sufrido la pérdida de otro Lugar Santo musulmán (ya habían perdido La Meca y Bagdad).

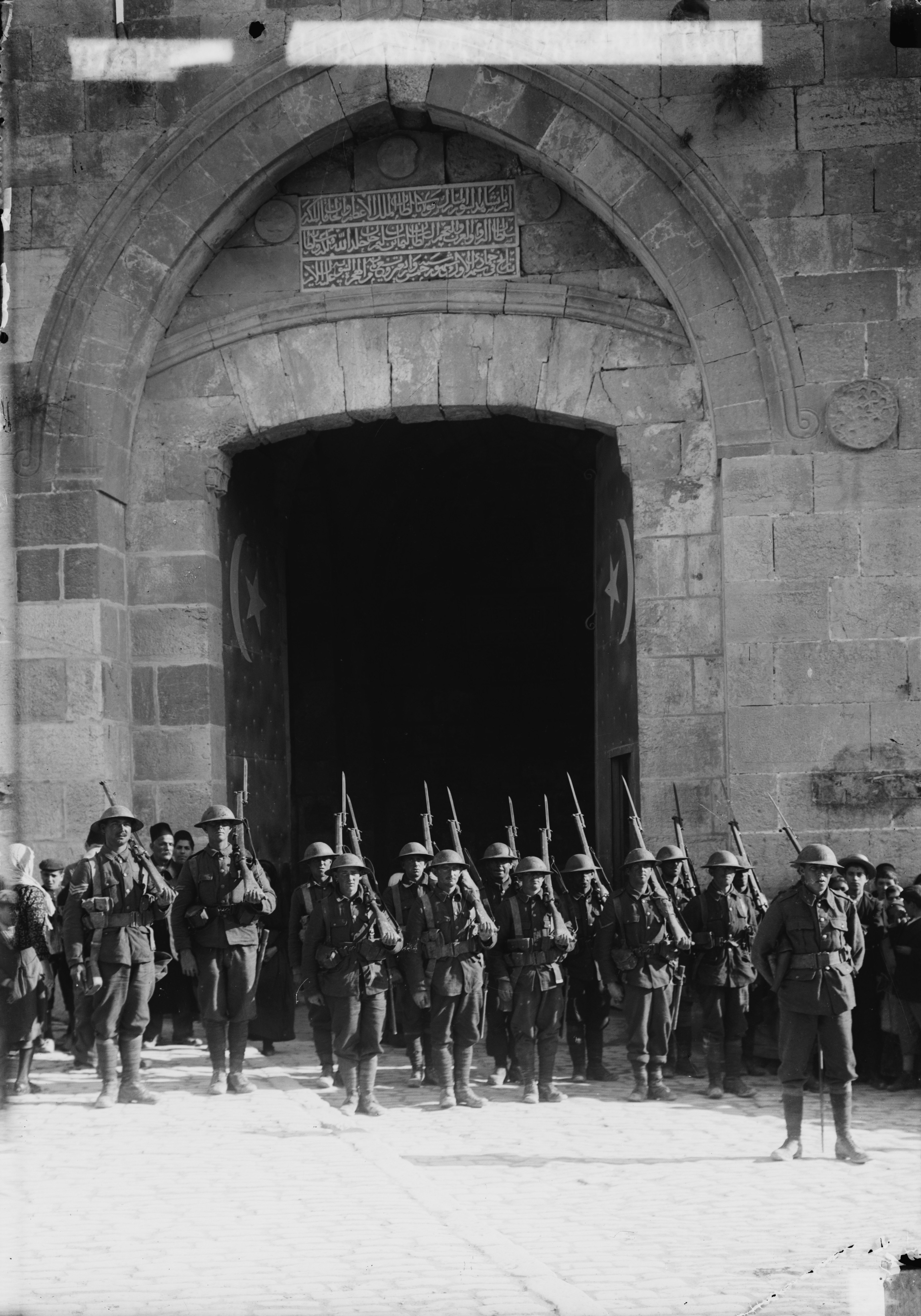
Primera guardia británica en la Puerta de Jaffa.

Durante el avance a Jerusalén desde Beerseba y Gaza, el total de víctimas del Imperio británico fue de 18 000, y de su par otomano, unas 25 000. Las bajas británicas durante la batalla de Jerusalén entre el 25 de noviembre y el 10 de diciembre fueron 1667. En el mismo período se tomaron 1800 prisioneros otomanos.
Once divisiones de infantería otomanas se habían visto obligadas a retirarse, sufriendo 28 443 bajas; unos 12 000 prisioneros fueron capturados, 100 cañones, y también fueron capturadas decenas de ametralladoras. Ahora el ejército otomano fue obligado a desplegar tropas de otros frentes para compensar estas pérdidas significativas. El 15 de diciembre, la otomana 2.ª División de Caballería del Cáucaso llegó a Palestina y se convirtió en la reserva del XXII Cuerpo antes de participar en los contragolpes del 27 de diciembre. La 1.ª División de Infantería llegó desde el Cáucaso y se trasladó a Nablus en reserva. Una consecuencia importante de la atención del Imperio otomano a este frente en el Levante fue que la reconquista británica de Bagdad durante la ofensiva británica en Mesopotamia se hizo más viable y segura.

#### Las decisiones estratégicas

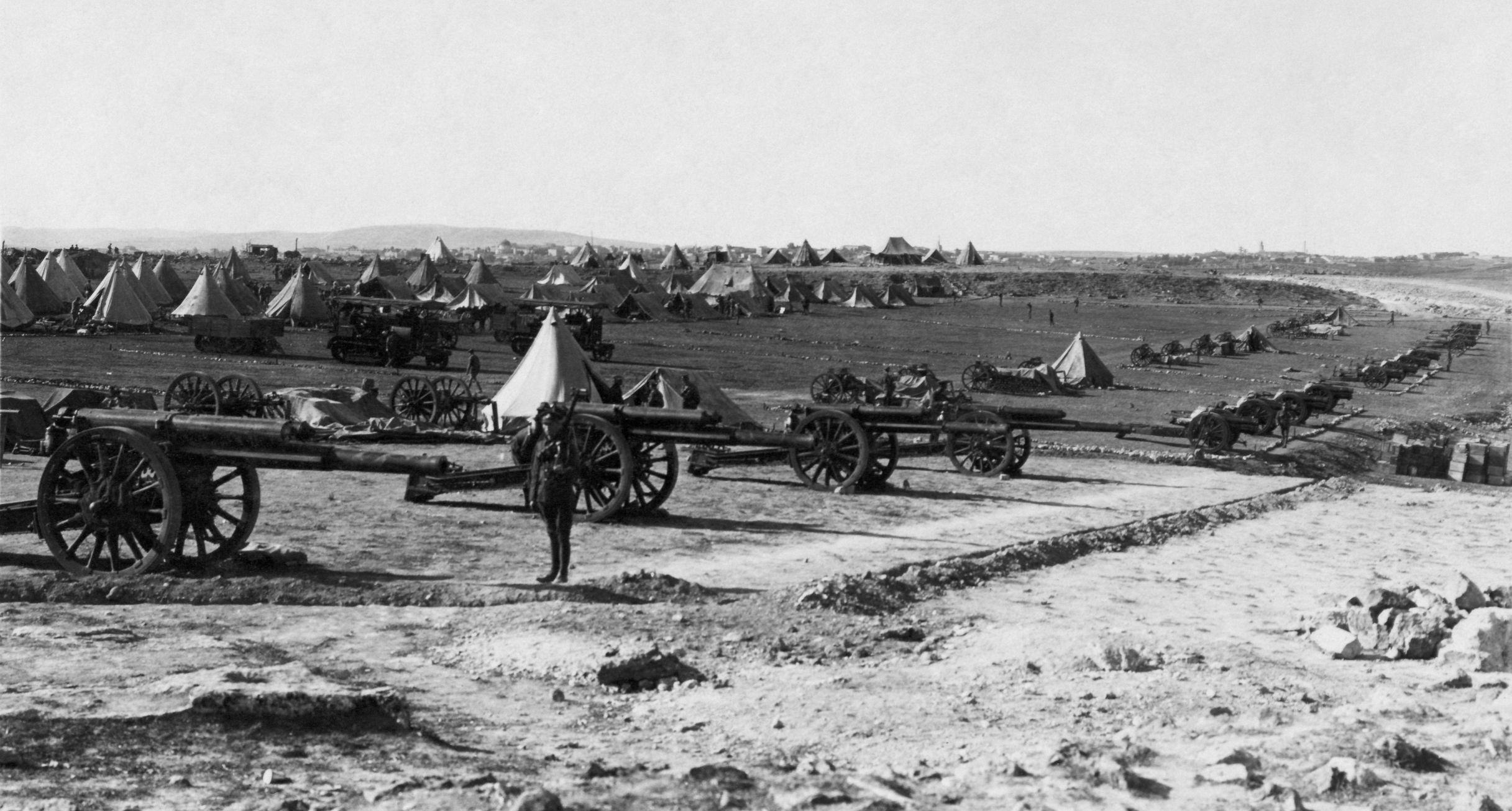
El campamento de la 94.ª Batería Pesada en el Monte Scopus, después de haber contribuido en la captura de Jerusalén.

Está claro, en una carta escrita a su esposa en el día de su entrada ceremonial en Jerusalén, que Allenby estaba manteniendo una estrecha vigilancia sobre la evolución de la situación:

Los turcos son empujados a 3 o 4 millas por la carretera de Jericó, al oriente; y unos 6 u 8 millas hacia el norte. Hoy hemos ocupado Betania.

Justo antes de la toma de Jerusalén, la Oficina de Guerra británica había estado muy preocupada por el avance extendido de Allenby y advirtió sobre un posible retroceso hacia Gaza y Beerseba si la guerra en el frente occidental requería la transferencia de grandes cantidades de tropas desde el Levante. Sin embargo, esta actitud cambió inmediatamente después de la ocupación de Jerusalén. La Oficina de Guerra entonces quería saber cómo Allenby podría explotar su éxito con la incorporación de una división desde Mesopotamia.
Los grandes éxitos estratégicos de Allenby desde finales de octubre de 1917 presionaron a la Oficina de Guerra para terminar rápidamente la guerra en el Medio Oriente. El Gabinete de Guerra instruyó a Robertson telegrafiar a Allenby el 18 de diciembre un proyecto basado en políticas alternativas:
- (a) Para completar la conquista de la totalidad de Palestina entre Dan y Beersheba y mantener el control del país por el resto de la guerra.
- (b) Para continuar el avance a través de Palestina y Siria a las inmediaciones de Alepo con el fin de causar la interrupción permanente de comunicación ferroviaria con Mesopotamia.

Robertson solicitó que Allenby enviara sus «puntos de vista tan pronto como sea posible en cuanto a la ejecución de estas políticas» y el período de tiempo necesario para las operaciones.
Allenby respondió el 20 de diciembre de 1917:
- (a) (...) «Yo calculo que podría ser capaz en junio o julio para poner la fuerza de mi dotación actual al norte de la línea Nazaret-Haifa, en el supuesto de que el enemigo no presente oposición con más de 60.000 hombres en pie de lucha y siempre que no existan dificultades especiales para encontrarnos con la construcción ferroviaria.»
- (b) «Avanzar hacia Alepo significaría actuar contra Damasco y Beirut. Allí el enemigo es abastecido por un ferrocarril de vía ancha con buenas comunicaciones laterales y un terreno aparentemente ideal para la defensa. El ferrocarril de vía ancha los pondría a un mismo nivel conmigo en lo que respecta a el número (de tropas) que podrían mantener. Requeriría de 16 o 18 divisiones, además de mi Cuerpo Montado, para garantizar el éxito contra la línea Damasco-Beirut, si es sólidamente defendida, pero esto es probablemente más que lo que mis líneas férreas podrían soportar. Mi estimación se realiza con la suposición de que el enemigo hará uso de su ferrocarril de vía ancha a su máxima capacidad. Me gustaría señalar que Alepo se encuentra a 350 millas de distancia y mi única línea de ferrocarril avanza a media milla al día. La cabeza de carril de mi doble línea está en Bir el Mazar, pero la duplicación del ferrocarril ha tenido que ser detenida durante mi avance actual. Para mis planes inmediatos, véase mi telegrama Nº E.A. 598 del 14 de diciembre; y además creo que es aconsejable, antes de avanzar mucho más al norte, despejar las fuerzas turcas de los ferrocarriles de Medina.»[120] Allenby había informado el 14 de diciembre que la temporada de lluvias detendría una reanudación de las operaciones por lo menos dos meses.[121]

#### Segundo ataque a través del Nahr el Auja - Batalla de Jaffa

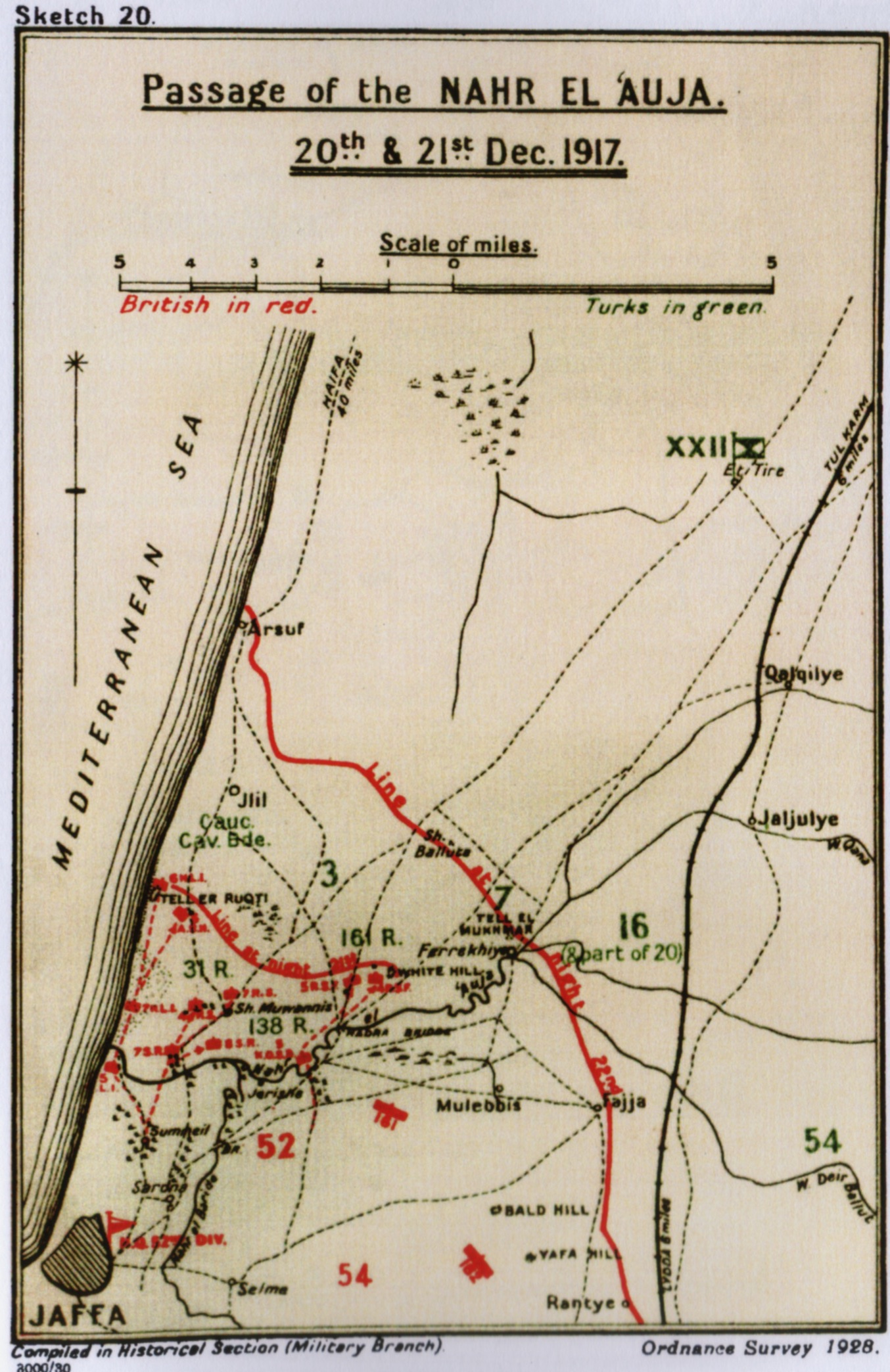
Mapa esquemático n.º 20 de Falls: Paso del Nahr el Auja.

Allenby necesitaba establecer una línea defensiva que corriera desde el Mar Mediterráneo, que podría mantenerse con seguridad razonable una vez que su flanco derecho fuera asegurado en el mar Muerto. Con el fin de consolidar una fuerte línea para el Imperio británico, era necesario empujar a la 3.ª y a la 7.ª División de Infantería del Octavo ejército otomano hacia atrás del Nahr el Auja, a 4 millas (6,4 km) al norte de Jaffa, en la costa mediterránea. El primer intento se realizó del 24 al 25 de noviembre y esta segunda participación en la misma área fue designada oficialmente por los británicos como una batalla secundaria durante las operaciones de Jerusalén.
Tres divisiones de infantería del XXI Cuerpo comenzaron a mover sus unidades en su posición en la llanura costera, el 7 de diciembre. La 75.ª División estaba a la derecha, con la 54.ª (East Anglian) División en el centro y la 52.ª (Lowland) División en la costa. La infantería de la 162.ª (East Midland) Brigada relevó a la Brigada Montada de Rifles de Nueva Zelanda en la primera línea el 11 de diciembre y a los fusileros montados, quienes habían estado involucrados en el intento anterior para capturar Nahr el Auja, trasladándose estos nuevamente a vivaquear cerca de Ayun Kara.
Las operaciones militares se reanudaron quince días después de la rendición de Jerusalén con el ataque final de esta campaña. Sin embargo, los preparativos se vieron complicados por el estado inundado de la zona baja y pantanosa en la ribera sur del Nahr el Auja, donde se lanzó el ataque. Además, el caudal delrío había aumentado como resultado de las lluvias que habían caído el 19 y 20 de diciembre. Desde Mulebbis al mar, el río tiene entre 40-50 pies (12-15 m) de ancho y de 10-12 pies (3-3,7 m) de profundidad, excepto en el vado en la desembocadura del río, conocido como Sheik Muanis. Al norte del río, dos estribaciones prominentes se extienden hasta el río desde una serie de crestas de arena. Estos pasan por alto el puente de piedra dañado en Khurbet Hadrah, hacia el este, y el pueblo de Sheik Muannis, cerca de Jerisheh, al oeste, donde una represa de un molino es también un puente del arroyo. El Octavo ejército otomano sostuvo fuertes posiciones de comando que cubrían todos los lugares utilizados por los atacantes en noviembre. Sostuvieron ambas estribaciones, además de un puesto frente al vado en la desembocadura del Nahr el Auja. También sostuvieron una línea que se extienía al este de Khurbet Hadrah, cruzando a la orilla sur del río para incluir Bald Hill y Mulebbis.
Las tres brigadas de infantería de la 52.ª (Lowland) División lograron cruzar el río Auja en la noche del 20 al 21 de diciembre. Se afirma que por la mañana habían asegurado la defensa otomana y los defensores, completamente sorprendidos, se rindieron sin disparar un solo tiro. Puentes temporales se construyeron posteriormente para que la artillería de la infantería pudiera cruzar el río. El 23 de diciembre, la 52.ª (Lowland) y la 54.ª (East Anglian) Divisiones se movilizaron por la costa otras 5 millas (8 km), mientras que en su izquierda el avance había llegado a Arsuf, a ocho millas (13 km) al norte de Jaffa, capturando la clave defensiva de las posiciones otomanas. Fueron apoyados por el fuego de los cañones de artillería de los buques de guerra británicos. Tres centenares de prisioneros fueron capturados y muchos otomanos fueron asesinados a bayonetas, mientras que la infantería británica sufrió 100 bajas.

#### Defensa de Jerusalén
Es oficialmente reconocida por los británicos como una de las tres batallas que componían las ‹Operaciones de Jerusalén›, junto con la batalla de Nebi Samwil y la secundaria batalla de Jaffa, este compromiso se produjo un mes después de que los ejércitos otomanos habían lanzado sus contraataques; entre el 26 y el 30 de diciembre de 1917. Las divisiones de infantería del XX Cuerpo, la 10.ª (Irish), la 60.ª (2/2nd London) y la 74.ª (Yeomanry) Divisiones, con el apoyo de la infantería de la 53.ª (Welsh) División, lucharon contra la 24.ª, 26.ª y la 53.ª (Welsh) Divisiones del III Cuerpo del Séptimo ejército otomano.

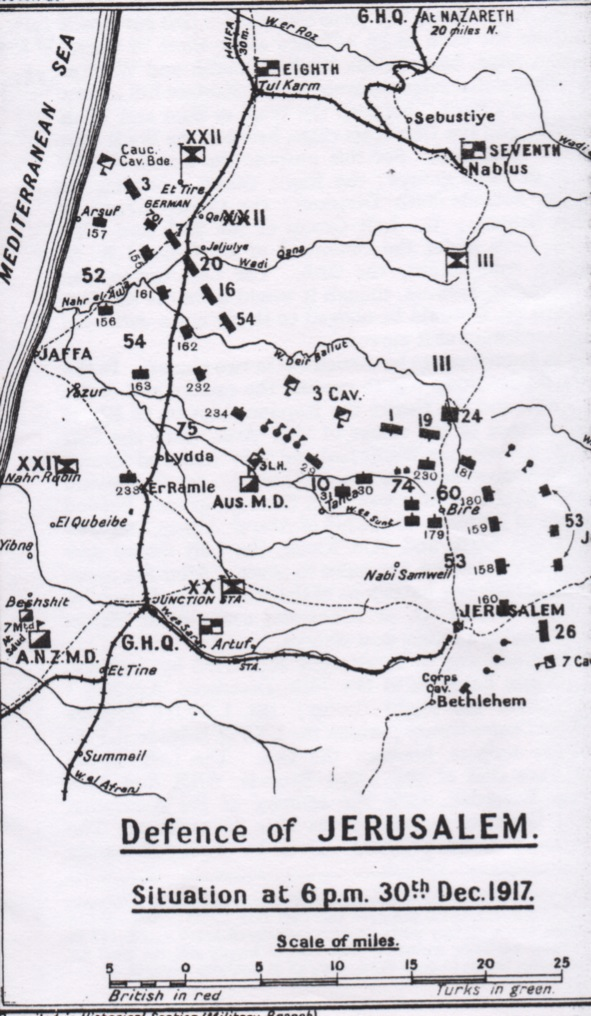
Mapa esquemático n.º 20 de Falls: Defensa de Jerusalén. Situación del 30 de diciembre de 1917 a las 18:00 horas.

Después de la evacuación de Jerusalén por parte del Séptimo ejército otomano, el XX Cuerpo británico estableció una línea que corría a través de Jerusalén a Jericó y las carreteras de Jerusalén a Nablus, a 4 millas (6,4 km) al norte y al este de Jerusalén. Esta línea continuaba hacia el oeste a través de las colinas a Beit Ur el Foqa y Suffa. Jerusalén estaba todavía dentro del alcance de la artillería otomana, y con los bandos opuestos tan cerca, todavía existía el riesgo de un contraataque. Una ofensiva para empujar el Ejército otomano aún más hacia el norte fue planeada para el 24 de diciembre de 1917, pero se retrasó debido al mal tiempo.
En una carta a la Oficina de Guerra, Allenby había escrito el 4 de diciembre de su deseo de capturar Bireh. El proyecto preveía para la infantería de la 60.ª (2/2nd London) División avanzar hacia el norte a horcajadas en el camino de Jerusalén a Nablus, con la infantería de la 74.ª (Yeomanry) División avanzando hacia el este de Beit Ur el Foqa para converger en la cresta Bireh-Ramala.

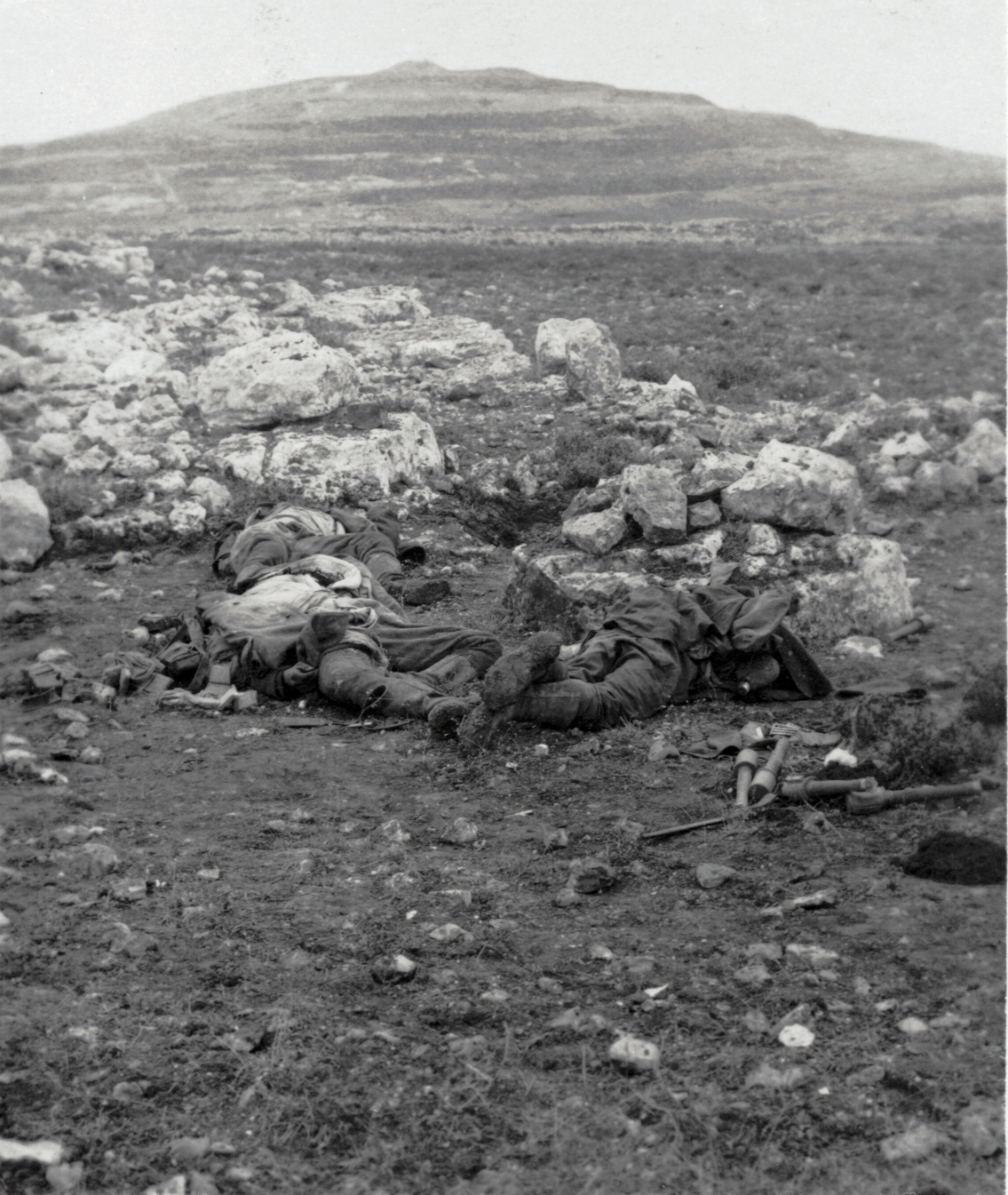
Soldados otomanos muertos en Tel el Ful en 1917.

Los británicos se prepararon para la batalla cuando un contraataque del ejército otomano fue lanzado a las 01:30 horas del 27 de diciembre, cayendo sobre la infantería de la 179.ª (2/4th London) Brigada de la 60.ª (2/2nd London) División, en la carretera de Nablus. Los objetivos iniciales del ejército otomano eran una serie de pueblos, incluyendo Nebi Samwil, a una milla (1,6 km) de sus posiciones iniciales. Ellos se enfocaron en Tell el Ful, una colina ubicada al este de la carretera de Nablus a unas tres millas (4,8 km) al norte de Jerusalén, defendida por la 60.ª (2/2nd London) División. Este ataque otomano en Tell el Ful inicialmente hizo retroceder a los puestos avanzados británicos y capturó varios lugares importantes. Sin embargo, la batalla continuó durante dos días y finalmente, no tuvieron éxito.
Asimismo, durante la mañana del 27 de diciembre, la infantería británica de la 10.ª (Irish) y 74.ª (Yeomanry) Divisiones avanzaron unos 4000 metros en un frente de 6 millas (9,7 km). Al día siguiente, Chetwode, comandante del XX Cuerpo, ordenó a la infantería de la 10.ª (Irish) División atacar Ramala.
La 60.ª (2/2nd London) División tomó El Foque, Er Ram y Rafat, mientras que la 53.ª (Welsh) División cubrió su izquierda. La 74.ª (Yeomanry) División capturó Beitunia y la 10.ª (Irish) División avanzó hacia el este de Ain Arik. Con las ametralladoras otomanas y alemanas difíciles de localizar entre las rocas, la lucha fue feroz y persistente. El 29 de noviembre, la 60.ª (2/2nd London) y 74.ª (Yeomanry) Divisiones fueron acompañados por la 53.ª (Welsh) División. Un avance de la infantería británica en general en el frente, a lo largo de 12 millas (19 km), movió a su línea frontal 6 millas (9,7 km) en la derecha y tres millas (4,8 km) en la izquierda. Toda la línea avanzó a lo largo de la carretera de Nablus a Ramala y Bireh hacia el 30 de diciembre. Los objetivos finales se consiguieron y la línea a lo largo de todo el frente fue asegurada.
El ejército otomano sufrió más de 1000 heridos y 750 prisioneros; la infantería británica capturó 24 ametralladoras y tres fusiles automáticos.

#### Suma de la campaña

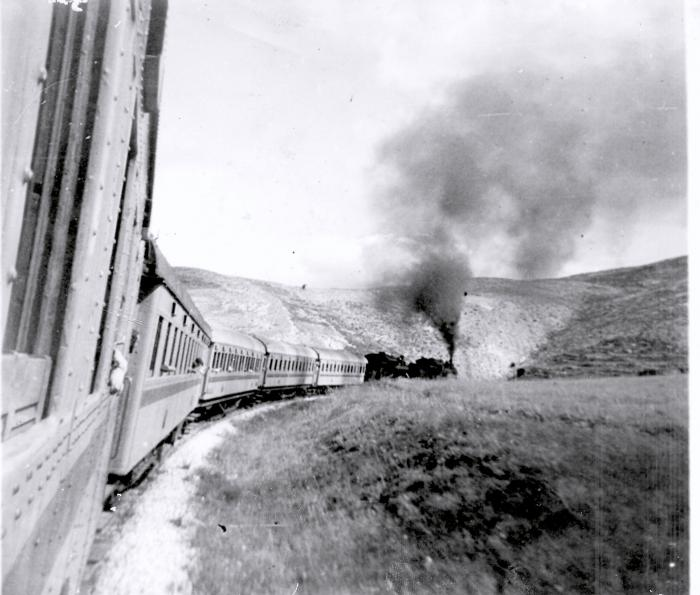
Tren de Jaffa a Jerusalén subiendo los montes de Judea al oeste de Lydda en 1947.

La línea defensiva británica estratégicamente fuerte de reciente creación se mantuvo hasta mediados de septiembre de 1918, cuando el avance en Damasco y Alepo, que puso fin a la guerra en este teatro, se llevó a cabo. Se extendía al otro lado de la costa mediterránea, al oeste, norte y este de Jerusalén. La línea fue extendida a mediados del mes de febrero de 1918, cuando Jericó, en el valle del Jordán, fue capturado y el extremo oriental de la línea fue asegurado en el mar Muerto.
Las enormes ganancias territoriales de la ofensiva en Palestina contrastan con la ofensiva de la Fuerza Expedicionaria británica en el frente occidental en Cambrai. Combatió en Flandes del 20 al 30 de noviembre, finalizando con fuertes pérdidas y sin ganancias. El ejército francés se estaba recuperando de un grave motín, los italianos fueron derrotados en la batalla de Caporetto y Rusia estaba fuera de la guerra después de la revolución bolchevique. En comparación, el avance de Allenby originó considerables ganancias territoriales, ayudó a asegurar Bagdad y los campos petrolíferos en Basora y en Mesopotamia, alentó a la rebelión árabe, e infligió pérdidas irreparables en el ejército otomano.
La campaña de la EEF de octubre a diciembre de 1917 dio lugar a la primera derrota militar de un poder central, que condujo a una pérdida sustancial de territorio enemigo. En particular, la lucha del 31 de octubre al 7 de noviembre contra la línea otomana Gaza-Sharia-Beerseba dio lugar a la primera derrota del atrincherado y experimentado, hasta ese momento, exitoso Ejército otomano, apoyado por la artillería, ametralladoras y aviones. Durante los ataques, los defensores otomanos estaban bien establecidos en zanjas, reductos y otras fortificaciones, requiriendo un estilo de batalla del frente occidental, ya que los atacantes se vieron obligados a acercarse por terreno abierto.
Continuaron los combates esporádicos en las colinas de los alrededores de Jerusalén. En el día de Navidad, Falkenhayn lanzó otro asalto, el cual fue rechazado con grandes pérdidas. Algunos periódicos y revistas británicas, entre ellos The Irish News, aclamaron a este hecho como el fin de la cruzadas. Gran Bretaña mantendría Jerusalén hasta el fin del mandato de Palestina en 1948.